# Storia della grafica
La storia della grafica è la storia dell'attività che consiste nel combinare tipografia, illustrazione, fotografia e stampa per fini persuasivi, informativi o educativi. L'espressione graphic design (letteralmente "progettazione grafica") fu coniata da William Addison Dwiggins nel 1922, differenziando perciò questa attività dalle Belle Arti. Tale denominazione, fino al secondo dopoguerra, fu utilizzata raramente. Fino ad allora, i "graphic designers" erano chiamati "commercial artists". Il graphic designer contemporaneo è erede di un'illustre ascendenza: gli scribi sumeri che inventarono la scrittura, gli artigiani egizi che combinarono parole e immagini nei manoscritti papiri, gli stampatori di blocchi cinesi, i miniatori medievali, e gli stampatori e compositori del XV secolo che progettarono i primi libri europei, fanno tutti parte della ricca eredità e storia della grafica. Il settore del graphic design si è sviluppato drammaticamente negli ultimi decenni del XX secolo, quando l'alta tecnologia ha iniziato a giocare un ruolo preminente. Di conseguenza, oggi la professione non è più limitata a libri, poster e pubblicità, ma include anche motion e interactive media e altro.

## Storia della grafica fino al XX secolo

### Preistoria
La storia della grafica inizia nel periodo compreso tra il primo Paleolitico e il Neolitico (35.000-4.000 a.C.). I protagonisti dell'alba della comunicazione visiva furono i primi uomini africani ed europei che, per scopi di sopravvivenza, utilitaristici e rituali, realizzarono pitture e incisioni nelle caverne. Nel mondo, dall'Africa al Nord America, fino alle isole della Nuova Zelanda, gli uomini preistorici lasciarono numerose incisioni rupestri. Le figure disegnate, fra cui animali e scene di caccia, sono oggi dette "pittogrammi", ovvero figure elementari o schizzi che rappresentano la cosa ritratta. L'apparizione dei primi pittogrammi comportò l'inizio dell'arte pittorica (gli oggetti e gli eventi del mondo vennero registrati con fedeltà ed esattezza incrementale col passare dei secoli), ma non solo. L'immagine di un bisonte potrebbe far venire in mente il pensiero di un reale bisonte, e potrebbe suggerire in seguito la parola assegnatagli. Le immagini "leggibili", che sono immagini associate a parole, sono state il primo passo nel lungo viaggio che ha portato a un linguaggio scritto. Gli artisti del Paleolitico svilupparono una tendenza verso la semplificazione e la stilizzazione: le figure saranno sempre più abbreviate ed espresse con un minimo numero di linee. Dal tardo periodo Paleolitico alcuni graffiti e pittogrammi si ridussero al punto da assomigliare a lettere.
- 15.000-10.000 a.C. – La grotta di Lascaux, scoperta per caso da due ragazzi nel 1940, propone ben 600 figure dipinte di animali e simboli di colori giallo, rosso, marrone e nero.[4] Probabilmente gli autori misero ocra, ematite e manganese polverizzati in tubi d'osso, e li applicarono, dopo aver inumidito la parete, con pennelli e tamponi.[4] Ma lo stupendo dipinto di un cavallo giallo, presente in questo sito, fa addirittura pensare che il colore sia stato applicato a spruzzo.[4]

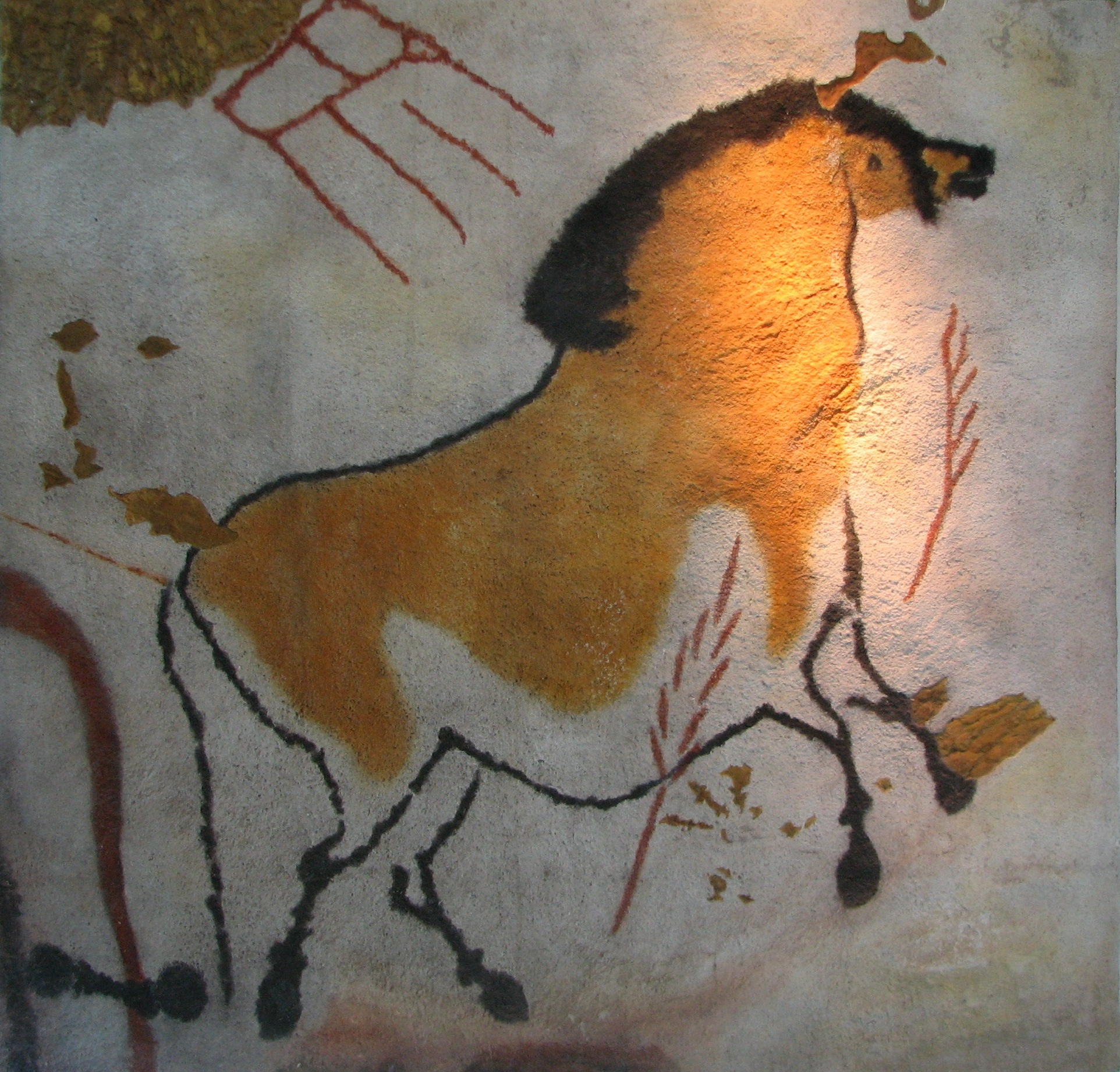
Cavallo nel sito di Lascaux

### La nascita della scrittura in Mesopotamia (VIII millennio a.C.-XVI secolo a.C.)
I Sumeri, che arrivarono in Mesopotamia attorno alla fine del quarto millennio a.C., furono i responsabili del salto dalla cultura dei villaggi all'alta civilizzazione. L'origine dei Sumeri – che si stabilirono nella parte meridionale della Mezzaluna Fertile prima del 3000 a.C. – rimane un grande mistero. Fra le numerose invenzioni a loro attribuite, l'invenzione della scrittura portò a una rivoluzione intellettuale che ebbe un vasto impatto nell'ordine sociale, nel progresso economico, e nei successivi sviluppi tecnologici e culturali.
- circa 8000-3000 a.C. – Sono testimoniati in una vasta area geografica, che comprende l'Iran, la Bassa e Alta Mesopotamia, la costa siro-palestinese, la Turchia e la Susiana, dei piccoli oggetti in argilla dalle forme per lo più geometriche (coni, sfere, dischi, cilindri, tetraedri, spirali, ecc.), ma anche, in misura minore, figurative (vasi, animali, strumenti di lavoro, ecc.) che, definiti calculi, contrassegni o gettoni (in inglese tokens), sono stati correttamente interpretati come elementi di un sistema di calcolo e comunicazione oggettuale, in grado di registrare semplici transazioni economiche e amministrative.[5] Si tratta di un sistema all'origine molto semplice, basato sull'attribuzione di un valore "qualitativo" specifico e riconoscibile ai diversi tokens, ognuno dei quali ha la funzione di denotare una precisa e misurabile derrata e dove le quantità dei diversi beni sono indicate dall'iterazione del simbolo stesso.[5] I tokens rappresentano segni di tipo concettuale, indipendenti dalla fonetica e pertanto decodificabili, una volta in possesso della chiave interpretativa, da genti di lingue completamente diverse.
- circa 3700-2600 a.C. – La titolarità delle proprietà e la specializzazione dei commerci e dei mestieri, rendono necessaria un'identificazione visuale. C'è bisogno di un segno che identifichi l'autore di una tavoletta cuneiforme di argilla, certifichi i documenti commerciali e i contratti e fornisca l'autorità di proclamazioni religiose e regali. Sono utilizzati perciò dei cilindri che, quando vengono rullati lungo una tavoletta umida, lasciano un rilievo di quanto vi è in essi scavato – ciò consiste in un "marchio" del proprietario.[5] Poiché l'immagine scavata nella pietra appare sulla tavoletta come un disegno a rilievo ben definito, è virtualmente impossibile duplicarlo o contraffarlo. Un sigillo a cilindro ha sia un'immagine sul profilo, per rullare, sia un'immagine sul fondo, per timbrare. Molte di queste pietre hanno una perforazione che le attraversa in modo che possano essere indossate, appendendole attorno al collo o al polso. I primi sigilli sono incisi con semplici immagini di re, bestiame o creature mitiche. Dopo, saranno sviluppate immagini più narrative; per esempio, un dio che presenta un uomo (probabilmente il proprietario del sigillo) a un altro dio, o un uomo che figura bene in vista mentre combatte in una battaglia o uccide un animale selvatico. Durante il successivo periodo Assiro, nel nord della Mesopotamia sarà approcciato un design più stilizzato e araldico.[6]
- circa 3300-3100 a.C. – Una teoria sostiene che il linguaggio visivo si sia originato dalla necessità di identificare il cibo all'interno dei contenitori. Risalgono a questo periodo piccole etichette di argilla che identificano il contenuto con un pittogramma e dove viene indicata la quantità con un elementare sistema di numerazione decimale basato sulle dieci dita umane.[6] Le prime testimonianze della scrittura sono tavolette che apparentemente elencano le merci con disegni pittografici di oggetti, accompagnati da numeri e nomi di persone inscritti in colonne.[6] L'abbondanza di argilla di cui dispongono i Sumeri la rende il materiale con cui logicamente vengono registrate le cose da ricordare, e uno stilo di canna, dalla punta affilata a un'estremità, è utilizzato per disegnare le fini e curve linee dei primi pittogrammi. La tavoletta di argilla umida è tenuta con la mano sinistra, e i pittogrammi vengono graffiati sulla superficie con lo stilo di legno. Dall'angolo destro superiore della tavoletta, le linee vengono scritte in attente colonne verticali. La tavoletta, una volta scritta, viene lasciata asciugare al sole o cotta in una fornace di roccia dura.
- circa 2400-2300 a.C. – Gli scribi mesopotamici ruotano i pittogrammi di 90° e iniziano a scrivere in righe orizzontali, da sinistra a destra e dall'alto in basso (probabilmente per evitare il danneggiamento dei caratteri che poteva verificarsi con il precedente metodo di scrittura).[5] Inoltre, la velocità della scrittura viene aumentata grazie alla sostituzione dello stilo affilato, con uno dalla punta triangolare. Lo stilo viene spinto nell'argilla piuttosto che essere trascinato. Questa innovazione altera radicalmente la natura della scrittura; i pittogrammi si evolvono in segni astratti chiamati "cuneiformi". Da una prima fase, in cui i pittogrammi rappresentavano oggetti animati e inanimati, si passa a una seconda fase, in cui dei segni detti "ideogrammi", rappresentano idee astratte. Il simbolo per il sole, per esempio, comincia a rappresentare idee come "giorno" e "luce". Il più alto sviluppo della scrittura cuneiforme sarà l'uso di segni astratti per rappresentare le sillabe.[6] Ma tra queste due fasi, il passo più importante e decisivo per l'evolversi della scrittura è certamente la scoperta del "fonetismo".[5] Sono infatti i Sumeri a inventare la scrittura fonetica (gli Egizi la apprenderanno da loro).[4][5] Dapprima le immagini corrisponderanno a suoni il più delle volte sillabici, costituiti cioè, da una consonante e da una vocale[4] e, con il passare dei secoli, quelle immagini saranno stilizzate e trasformate in segni cuneiformi, incisi su tavole di argilla o lastre di pietra, graffiati su metalli oppure dipinti sul legno o ceramica.[4]

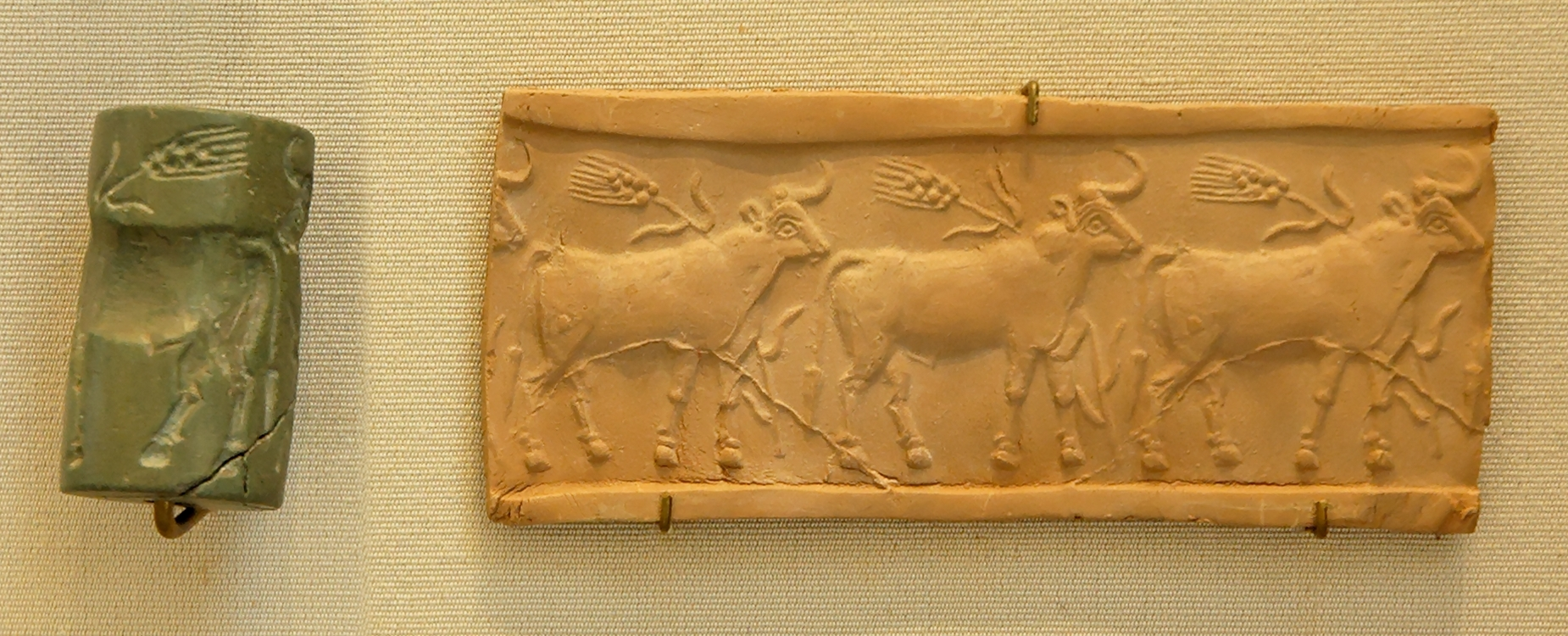
Sigillo a cilindro e impressione: mandria di bovini in un campo di grano. Circa 4000-3100 a.C.
Sigillo a cilindro e impressione: eroi combattono contro animali. Dal tempio di Ishtar a Mari. Circa 2600 a.C.
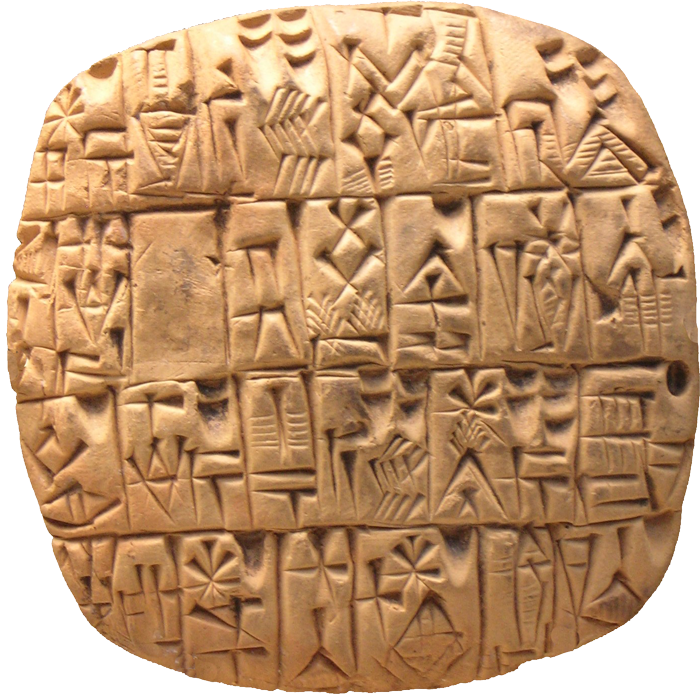
Tavoletta di argilla cuneiforme. Circa 2500 a.C.

### I geroglifici egiziani (XXXI-IV secolo a.C.)
Da quando il faraone Menes unificò la terra d'Egitto e formò la Prima Dinastia intorno al 3100 a.C., un certo numero di invenzioni sumere raggiunse l'Egitto, fra cui il sigillo a cilindro, il design architettonico dei mattoni, i motivi stilistici decorativi, e i principi della scrittura. A differenza dei Sumeri – la cui scrittura pittografica evolvette in quella cuneiforme astratta – gli Egiziani conservarono il proprio sistema di scrittura a immagini, i cui elementi sono detti "geroglifici", per quasi tre millenni e mezzo.
I geroglifici consistevano in pittogrammi che ritraevano oggetti o esseri viventi. Dal punto di vista funzionale, analogamente a quanto avviene nel sistema cuneiforme, uno stesso geroglifico può assumere, a seconda dei contesti, tre diversi valori: può essere adoperato come ideogramma, come fonogramma o segno fonetico, e infine come segno classificatore o determinativo. Quando i primi scribi Egiziani si confrontarono con parole complicate da esprimere in una forma visiva, concepirono un rebus, utilizzando le immagini per i suoni, per scrivere la parola desiderata. Allo stesso tempo, designarono un simbolo illustrato per ogni suono di consonante o combinazione di consonanti presenti nel loro discorso. Per l'intero periodo della sua storia, la scrittura geroglifica documenta più di 6000 grafemi, gran parte dei quali è però attestata unicamente nelle iscrizioni templari di epoca greco-romana, quando, per motivi religiosi e forse esoterici, il numero dei segni si moltiplicò a dismisura. Nei periodi precedenti, il nucleo fondamentale e stabile dei segni standard non superò mai il migliaio, e durante il Medio Regno, cioè nella fase classica, è intorno ai 700.
I determinativi erano usati dopo queste parole per assicurarsi che il lettore le interpretasse correttamente: "Hinew", per esempio, poteva riferirsi all'unità di misura per i liquidi o ai vicini di casa. Nel primo caso, essa era seguita dal glifo per la tazza di birra; nel secondo dai glifi per l'uomo e per la donna. Presentando molte più possibilità rispetto alla scrittura cuneiforme, i geroglifici erano usati per documenti storici e commerciali, poesia, miti, epica, e si rivolgevano alla geografia, scienza, astronomia, medicina, farmacia, la concezione del tempo, e altri argomenti.
Il nostro uso di simboli visivi si originò dagli Egizi; da loro abbiamo ereditato lo zodiaco, la bilancia della giustizia, e l'uso degli animali per rappresentare concetti, città e persone. In Grecia, la civetta simboleggiava Atena, e l'immagine di una civetta su una moneta greca indicava che era stata coniata ad Atene. Oggi noi abbiamo l'aquila americana, gli Atlanta Falcons, i Carolina Gamecocks, e la colomba che simbolizza la pace.
I geroglifici erano incisi nella pietra come immagini erette o rilievi, ed era di solito applicato il colore. Questi coprivano gli interni e gli esterni dei templi e delle tombe. Arredamenti, bare, vestiti, utensili, edifici e gioielli erano tutti incisi con i geroglifici per scopi sia decorativi che di iscrizione. L'orientamento dei segni all'interno di un'iscrizione è uniforme, nel senso che tutti sono rivolti verso la stessa direzione: quella dell'inizio del testo. Il loro orientamento indica così anche quello della scrittura, la quale poteva assumere varie direzioni.
- circa 3100 a.C. – Primi geroglifici conosciuti.[5]
- 1500 a.C. – I sacerdoti sviluppano una calligrafia rapida detta "ieratica"[5], una semplificazione dei geroglifici, utilizzata nelle scritture profane e religiose. Le prime scritture ieratiche differiscono dai geroglifici solo perché l'uso di una penna rapida, piuttosto che un pennello appuntito, produce un maggiore numero di caratteri astratti dall'aspetto conciso.
- 400 a.C. – Una calligrafia ancora più astratta detta "demotica"[5], entra nell'uso secolare per scritture commerciali e legali dall'anno 400 a.C.
- 394 d.C. – L'ultimo documento redatto in geroglifico è un'iscrizione templare proveniente dall'isola di File.[5]

#### Il papiro e la scrittura
L'impiego del papiro (un supporto simile alla carta) per i manoscritti, fu un grande passo avanti nella comunicazione visiva egiziana (nella sua Naturalis Historia, lo storico romano Plinio il Vecchio racconta come veniva realizzato).

La tavolozza di legno usata dallo scriba non era solo uno strumento di scrittura, ma rappresentava anche un "marchio" che identificava il portatore come capace di leggere e scrivere. Poteva essere lunga 32,5 cm. Un'estremità aveva almeno due depressioni, per tenere il nero, il rosso e a volte altri colori. Insieme a una soluzione di gomma che fungeva da legante, il carbone era usato per ottenere l'inchiostro nero e l'ocra rossa per quello rosso. Questi erano lasciati essiccare dentro contenitori simili a quelli contemporanei per gli acquerelli, e in seguito un pennello bagnato sarebbe stato strofinato sul contenitore per far tornare l'inchiostro allo stato liquido, per scrivere. Uno slot nel mezzo della tavolozza tratteneva i pennelli, che erano fatti di steli. La punta dello stelo era tagliata ad angolo e masticata dallo scriba per separare le fibre, in modo da ottenere un pennello.

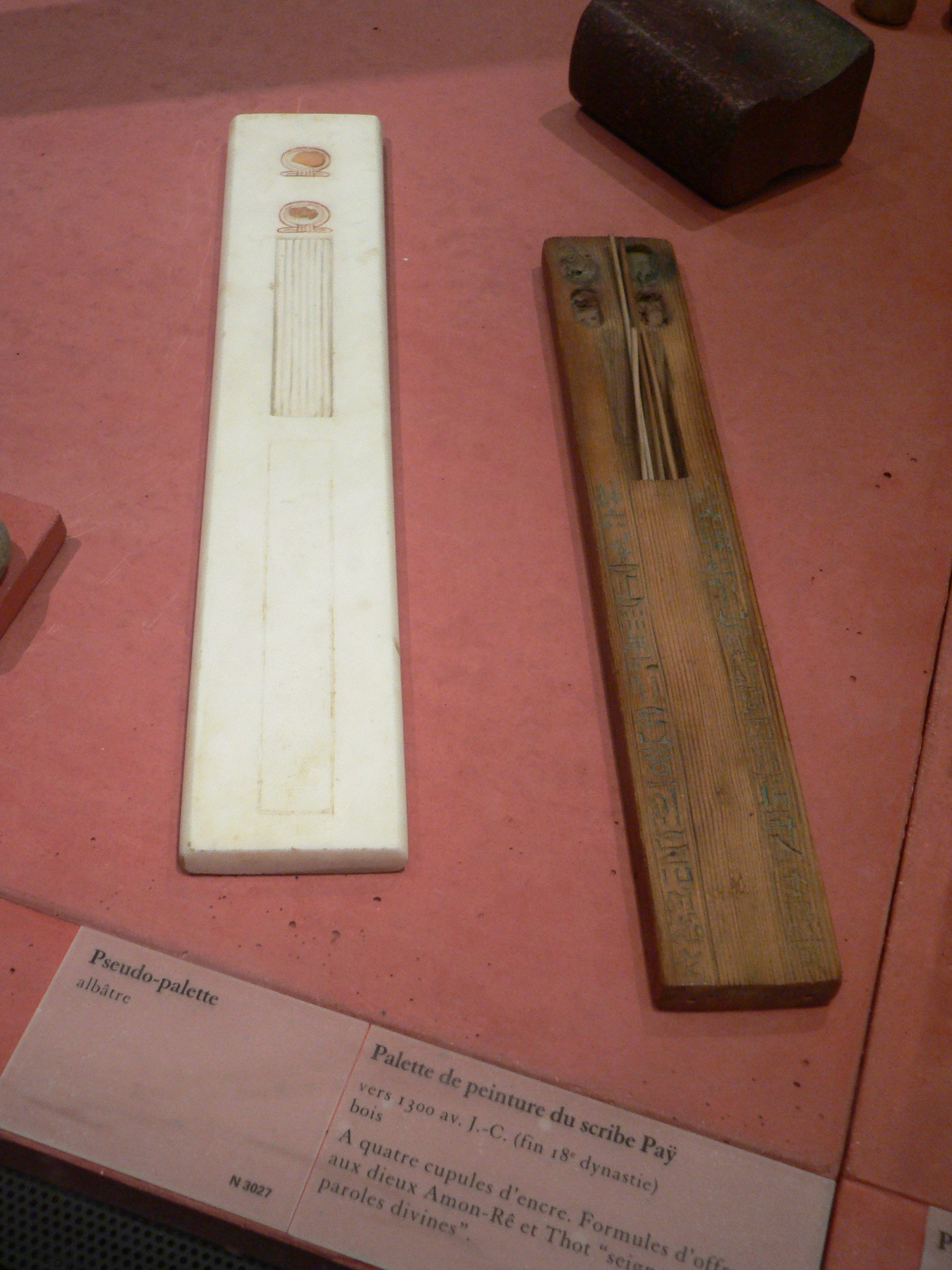
Tavolozza degli scribi egizi
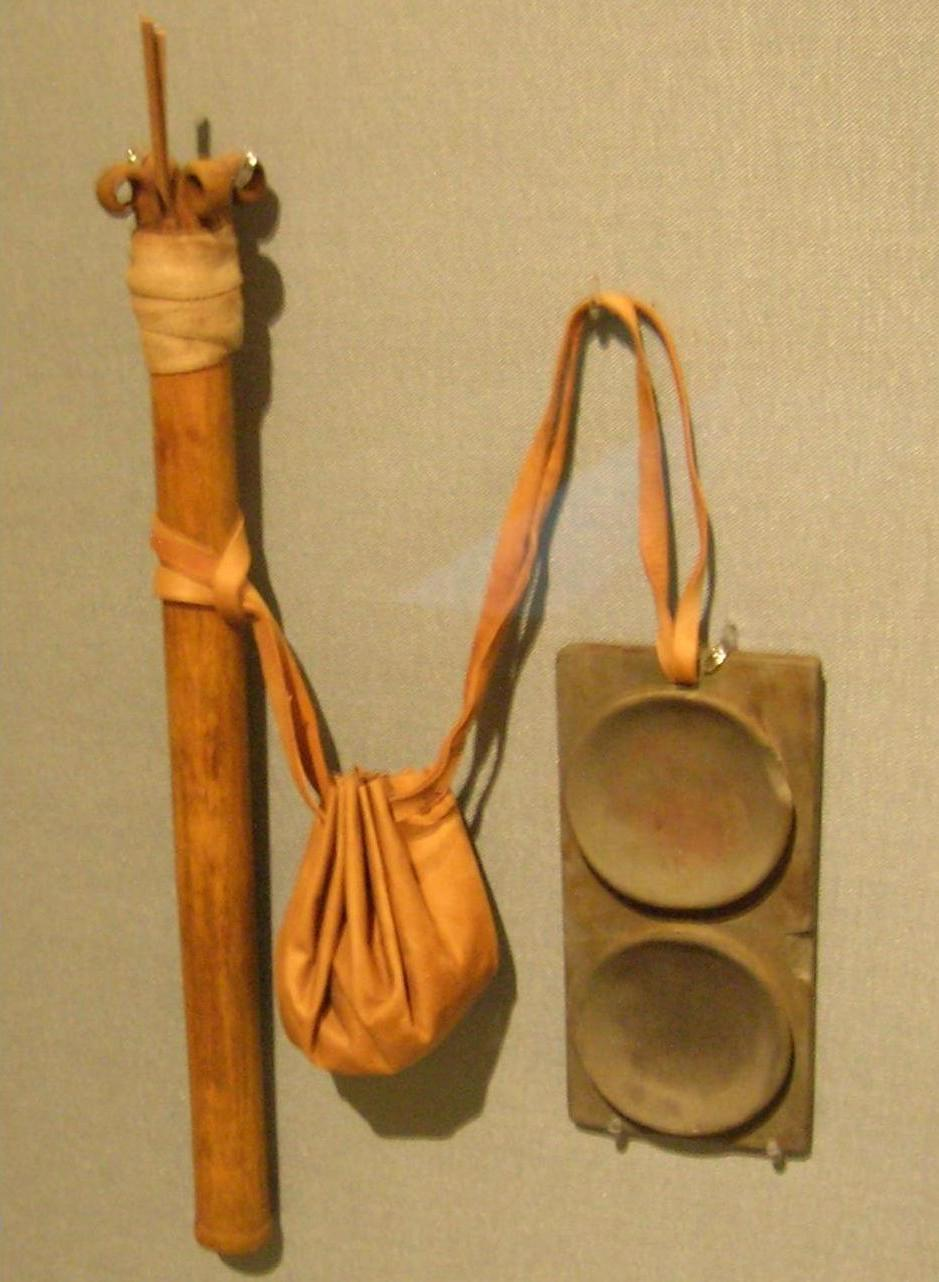
Originaria tavolozza degli scribi egizi
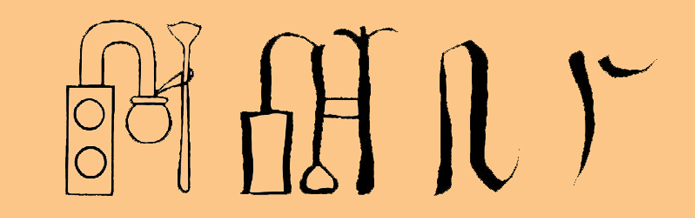
Il geroglifico per "scriba" era un calco (potremmo dire oggi, un'icona) della prima originaria tavolozza con legata la sacca per l'inchiostro. Da sinistra a destra: geroglifico, 2700 a.C.; geroglifico di un manoscritto, 1500 a.C. circa; calligrafia ieratica, 1300 a.C. circa; calligrafia demotica, 400 a.C circa.

#### I primi manoscritti illustrati

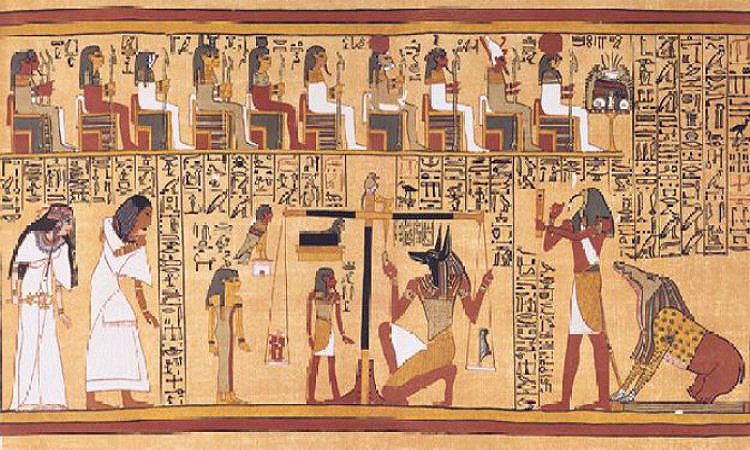
Rappresentazione dal Papiro di Ani, 1420 a.C. circa: Ani, uno scribo reale, contabile del tempio e gestore del granaio, da Tebe, e sua moglie Thuthu, giungono al proprio giudizio finale

Gli antichi Egizi furono i primi a comunicare informazioni combinando parole e immagini, producendo così manoscritti illustrati. Si sviluppò un consistente layout per i papiri illustrati egiziani. Una o due bande orizzontali, di solito colorate, correvano lungo la cima e il fondo del manoscritto. Colonne verticali di scritte separate da linee erano scritte dalla destra alla sinistra. Le immagini erano inserite adiacenti al testo che illustravano e spesso stavano sulla banda orizzontale inferiore, e le colonne di testo pendevano dalla banda orizzontale superiore. Frequentemente, un registro orizzontale simile ai fregi decorativi, correva lungo la cima del foglio. Un foglio era a volte diviso in zone rettangolari per separare testo e immagini. L'integrazione funzionale del testo e delle immagini era esteticamente piacevole, per la densa trama di geroglifici disegnati con il pennello, che contrastavano splendidamente con gli spazi aperti delle illustrazioni e i piani di colore.
Gli artisti più abili erano reclutati per le illustrazioni, ma gli scribi che facevano questo lavoro non erano studiosi. Spesso, alcuni passaggi erano omessi a causa del layout o della poca maestria. Le illustrazioni dei manoscritti erano disegnate entro linee di contorno semplificate usando inchiostro nero o marrone, e dopo il colore veniva applicato usando pigmenti bianchi, neri, marroni, blu, verdi e a volte gialli. Forse l'uso esteso del blu luminoso e del verde era un richiamo all'intenso blu del Nilo e al ricco verde del fogliame lungo le sue rive.
Si poteva commissionare un papiro funerario o comprarne una copia da inventario, e avere il proprio nome scritto nelle posizioni appropriate. Il compratore poteva scegliere il numero e la scelta dei capitoli, il numero e la qualità delle illustrazioni, e la lunghezza.

#### L'identificazione visuale degli Egizi
Gli Egizi utilizzarono molto presto nella loro storia, sigilli cilindrici e marchi di proprietà su oggetti come ceramiche. Essi ereditarono entrambe le forme di identificazione dai Sumeri. Nella dodicesima Dinastia, erano comunemente usati come sigilli identificativi, emblemi scavati a forma di scarabeo. Queste pietre ovali, di solito di saponaria vetrata, erano scolpite con le sembianze di uno scarabeo. Il fondo, inciso con iscrizioni geroglifiche, era usato come sigillo. A volte lo scarabeo veniva indossato come se fosse un anello con sigillo. Ogni egiziano di ogni status sociale possedeva un sigillo personale. È possibile che la funzione comunicativa fosse secondaria al valore dello scarabeo, ritenuto come talismano, ornamento e simbolo di resurrezione.

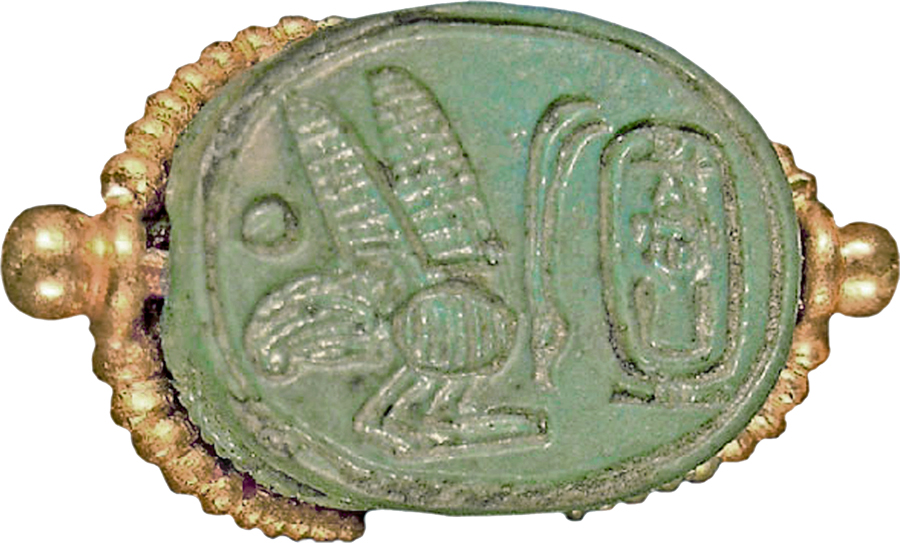
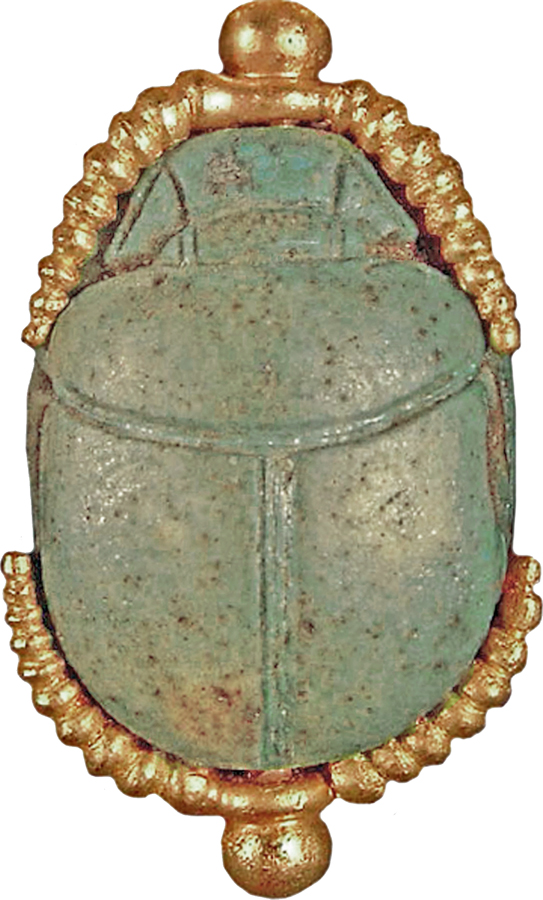

La cultura dell'antico Egitto è sopravvissuta per oltre tremila anni. Geroglifici, papiri e manoscritti illustrati sono la loro eredità in termini di comunicazione visiva. Insieme ai traguardi raggiunti in Mesopotamia, queste innovazioni lanciarono lo sviluppo dell'alfabeto e della comunicazione grafica in Fenicia e nel mondo Greco-Romano.

### L'alfabeto
Per secoli, il numero di individui che guadagnò l'alfabetizzazione rimase piccolo. Nelle prime civiltà, l'accesso alla conoscenza permise alle élite di acquisire grande potere. La successiva invenzione dell'alfabeto (una parola derivata dalle prime due lettere dell'alfabeto greco, alpha e beta) rappresentò un grande passo in avanti nella comunicazione umana. Un alfabeto è un insieme di simboli visivi o caratteri usati per rappresentare i suoni elementari di una lingua parlata. Essi possono essere connessi e combinati per creare configurazioni visive che stanno a significare suoni, sillabe e parole pronunciate dalla bocca umana. Le centinaia di segni e simboli richiesti dalla scrittura cuneiforme e dai geroglifici, furono quindi sostituiti da venti o trenta segni elementari facilmente riconoscibili.

### Il contributo asiatico (XIX secolo a.C.-XV secolo d.C)
Similmente ai geroglifici egiziani e alla scrittura Maya nell'America Centrale, il sistema di scrittura cinese è un linguaggio puramente visuale. Non è alfabetico, e ogni simbolo è composto da un numero di linee diversamente sagomate all'interno di un quadrato immaginario.
- circa 1800 a.C. – La leggenda afferma che il cinese sia stato scritto per la prima volta da Tsang Chieh, che fu ispirato a inventare la scrittura dalla contemplazione dei segni lasciati dagli artigli degli uccelli e dalle impronte degli animali.[8] Tsang Chieh procedette a sviluppare pittogrammi elementari di elementi naturali. Queste immagini erano altamente stilizzate e composte da un numero minimo di linee, ma erano facilmente decifrabili. I Cinesi sacrificarono il realismo che troviamo nei geroglifici per un design più astratto. I caratteri cinesi diverranno "logogrammi", cioè segni grafici che rappresentano una parola intera. Al giorno d'oggi per esempio, il segno "$" è il logogramma che rappresenta la parola "dollaro". Non esiste alcuna relazione diretta fra il linguaggio cinese parlato e quello scritto. I giapponesi adattarono i logogrammi cinesi per il loro linguaggio scritto nonostante le grandi differenze tra i due linguaggi parlati. Similmente, diversi dialetti parlati cinesi, sono scritti con gli stessi logogrammi.
- 105 d.C. – Testimonianze dinastiche attribuiscono l'invenzione della carta ad un alto funzionario, l'eunuco Ts'ai Lun, che in quell'anno consegnò la sua invenzione all'imperatore Ho.[9] Se fu davvero Ts'ai Lun a inventare la carta, o se perfezionò un'invenzione precedente, non si sa. Fu comunque divinizzato come il dio degli artigiani della carta.
- 618-907 d.C. – La stampa con blocchi di legno su carta, dove i singoli fogli vengono pressati con dei blocchi di legno sui quali sono presenti testi o illustrazioni intagliate, risale all'epoca della Dinastia Tang in Cina, anche se esistono esempi che testimoniano che questo metodo di stampa di fantasie su tessuto risalga a prima del 220 d.C.[10]
- 868 d.C. – Il primo vero e proprio libro stampato di cui rimane testimonianza è una copia della Sutra del Diamante buddhista, ma una recente scoperta in una pagoda Coreana potrebbe aver portato alla luce un testo buddhista ancora più antico, datato 750-751 d.C. Nella storiografia moderna cinese, la stampa è considerata una delle quattro grandi invenzioni dell'Antica Cina.
- 1041 – La stampa a caratteri mobili viene inventata da Pi Sheng, in Cina, il quale si serve di lettere fatte di terracotta tenute insieme da una cornice di ferro.[11]
- 1298 – L'ufficiale Wang Cheng introduce un tipo più duraturo di caratteri, ottenuti intagliando il legno. Egli inoltre sviluppa un complesso sistema di tavole girevoli e associazioni tra numeri e caratteri cinesi[11] che rendono l'ottenimento del risultato più efficiente.
- 1377 – La transizione dai caratteri in legno a quelli in metallo viene attuata durante la Dinastia Goryeo di Corea[6] ed è accreditata a Chae Yun-ui. Si riscontra che nel 1234 in Corea, i libri venivano stampati con caratteri mobili in metallo, anche se il testo più antico esistente è del 1377. In Cina i caratteri mobili in metallo non saranno introdotti fino all'avvento del pioniere della tipografia Hua Sui, nel 1490.[6] Da quella data in Cina saranno usati sia caratteri mobili in legno che in metallo.

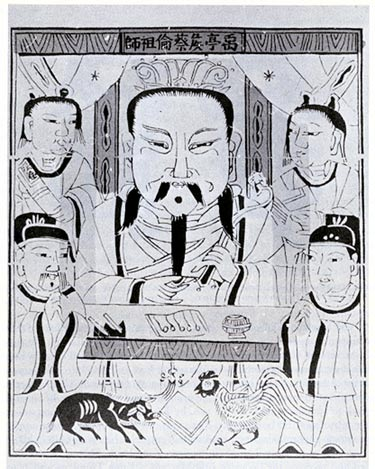
Ts'ai Lun ritratto come il santo patrono della fabbricazione della carta

#### L'invenzione della carta
Inizialmente, i Cinesi scrivevano su assicelle di bambù o strisce di legno utilizzando una penna di bambù con un denso e durevole inchiostro, le cui origini sono oscure. Il nerofumo o la fuliggine erano depositati su una coperta a forma di cupola in un contenitore pieno di olio con diversi stoppini accesi. Il nerofumo era raccolto, mescolato scrupolosamente con una soluzione di gomma usando pestello e mortaio, e in seguito modellato in stecche o cubi. Per scrivere, la stecca o il cubo venivano frizionati nell'acqua su una pietra, per farli tornare allo stato liquido. Le strisce di legno erano usate per messaggi brevi; per messaggi più lunghi, pezzi di bambù di 23 centimetri venivano legati insieme con strisce di cuoio o fili di seta. Sebbene questi supporti fossero abbondanti e facili da preparare, erano pesanti. Dopo l'invenzione dei vestiti in tessuto di seta, questa fu utilizzata anche come superficie su cui scrivere – tuttavia, era davvero costosa.
Il procedimento di Ts'ai Lun per fare la carta rimase invariato fino a che la creazione della carta non fu meccanizzata nell'Inghilterra del XIX secolo. Fibre naturali, tra cui la corteccia di gelso, la rete di canapa, e stracci, erano imbevuti in un tino d'acqua e sbattuti in una poltiglia a botte di mortaio. Un addetto al tino calava uno stampo a forma di cornice nella poltiglia, che ne raccoglieva una quantità sufficiente per il foglio di carta. Dopo, l'addetto alzava lo stampo dal tino, mentre lo oscillava e lo scuoteva per incrociare e accoppiare le fibre e così che l'acqua drenasse attraverso il fondo. In seguito la carta era appiattita, o premuta con un panno di lana, al quale aderiva mentre asciugava. Lo stampo, dopo, era libero per un riutilizzo immediato. I fogli appiattiti erano impilati, pressati e quindi appesi per asciugare. Il primo importante miglioramento nel procedimento fu l'uso di amido o gelatina per irrigidire e rafforzare la carta, e aumentare la sua capacità di assorbire l'inchiostro.

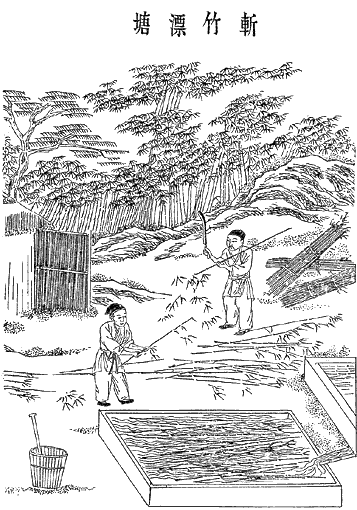
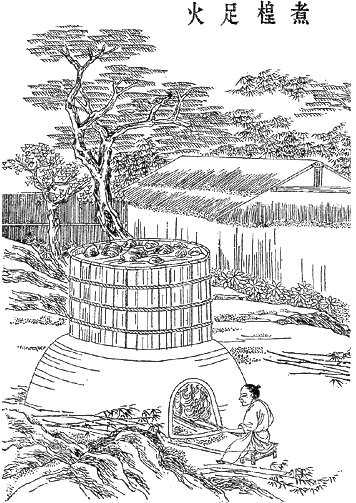
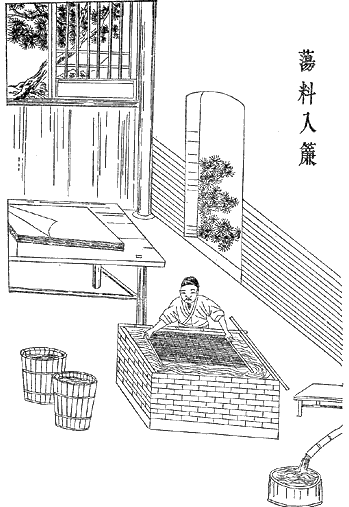
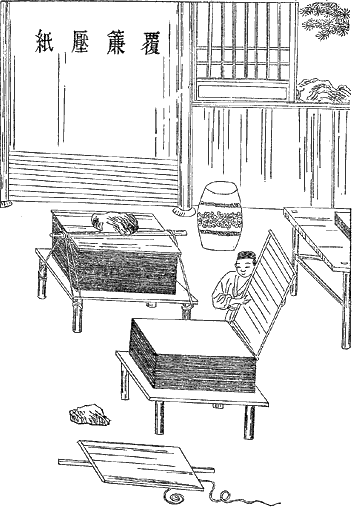
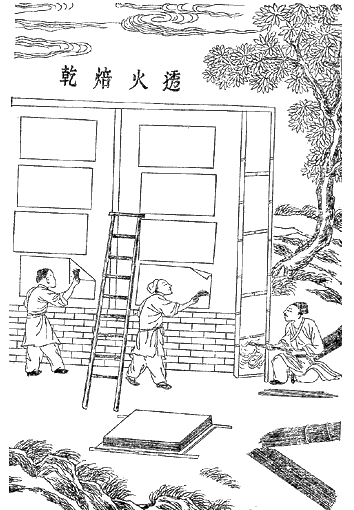

### I manoscritti miniati (IV-XV secolo)

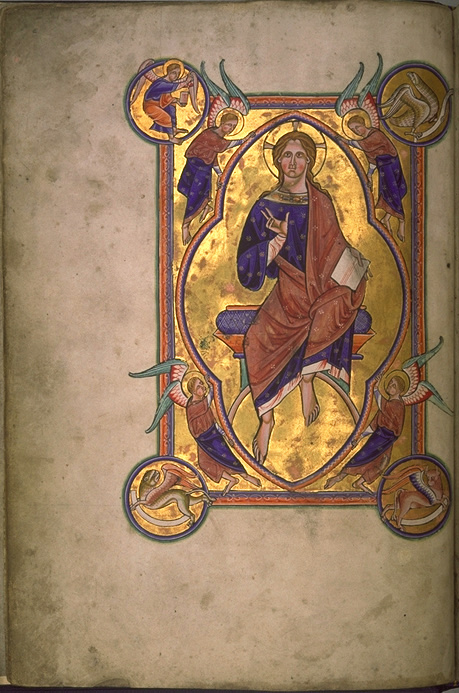
Nel senso più stretto di illuminated manuscript, solo i manoscritti con oro o argento, come questa miniatura di Cristo Maestà, dall'Aberdeen Bestiary (folio 4v), sarebbero da considerare "illuminati".

Una miniatura è una decorazione pittorica, a piena pagina o limitata alle iniziali e ai bordi, di un manoscritto: è generalmente eseguita con colori ad acqua o a tempera, ma anche a olio o smalto, in epoche più antiche su papiro, più tardi su pergamena e in seguito su carta. Il vocabolo deriva dal verbo latino miniare, relativo all'uso di scrivere le iniziali in rosso (minium). Per estensione, viene usato anche per indicare qualunque oggetto pittorico di piccole dimensioni (in particolare ritratti), realizzato con minuzia esecutiva di particolari.
La miniatura è generalmente collocata tra le "arti minori", quasi come versione in formato ridotto e meno impegnativa della pittura; ciò è il risultato di una lunga tradizione storica, che ha posto la miniatura in una posizione inferiore, riservata ai dilettanti o limitata ai settori marginali dell'operazione artistica; ma non va dimenticato che, a parte ogni considerazione sulla inconsistenza scientifica di un tale metodo di classificazione, la miniatura ebbe in particolari momenti storici e in alcune scuole artistiche (Medioevo occidentale, Oriente islamico e persiano) un'importanza eccezionale, pari se non superiore a quella della pittura, e assunse una funzione notevole nell'ambito dell'elaborazione originale del linguaggio artistico e, più in generale, della diffusione della cultura.
L'effetto di lucentezza dello smalto diede origine all'espressione inglese illuminated manuscript. Oggi questa espressione è usata per tutti i libri scritti a mano, decorati e illustrati, prodotti dal tardo Impero Romano fino alla diffusione dei libri stampati (dopo che ebbe inizio lo sviluppo della tipografia in Europa, circa nel 1450). Le due grandi tradizioni di miniatura dei manoscritti sono quella Orientale nei paesi islamici, e quella Occidentale in Europa, risalente all'antichità classica. Le sacre scritture possedevano grande significato per Cristiani, Ebrei e Musulmani. L'uso di abbellimenti visivi per espandere il testo divenne molto importante, e quindi i manoscritti miniati furono prodotti con straordinaria cura e sensibilità nella progettazione.
Nel corso del Medioevo, la produzione dei manoscritti creò un vasto vocabolario di forme grafiche, layout di pagina, stili di illustrazione e lettering, e tecniche. L'isolamento regionale e la difficoltà a viaggiare furono le cause della lentezza nella diffusione di innovazioni e influenze, ragion per cui emersero stili di progettazione regionali identificabili.
- III-VI secolo – Durante l'età paleocristiana, più o meno tutti i libri vengono prodotti nello scriptorium (stanza per scrivere) monastico. Il capo dello scriptorium è lo scrittori, uno studioso erudito che conosce il greco e il latino e che svolge la funzione sia di "editor" che di "art director", assumendosi la complessiva responsabilità di tutta la progettazione e produzione dei manoscritti. Il copisti è il tecnico della produzione, che spende i propri giorni piegato sullo scrittoio scrivendo pagina dopo pagina con uno stile di lettering allenato. Il miniatore, o illustratore, è l'artista responsabile dell'esecuzione dell'ornamento e delle immagini che supportano visivamente il testo. A volte lo scriba o il progettista (o più tardi lo stampatore), vengono identificati nel colophon, che in editoria è una breve descrizione testuale, posta all'inizio o alla fine di un libro, riportante i crediti del libro, le note di produzione rilevanti per l'edizione, diritti dell'opera, le sue varie edizioni, ecc.[2]
- IV-V secolo – Il Virgilio vaticano è il primo manoscritto illustrato dell'età paleocristiana.[13] Esso è completamente romano e pagano nella sua concezione ed esecuzione. Il lettering è Romano, e le illustrazioni fanno eco ai ricchi colori e allo spazio illusionistico degli affreschi preservati a Pompei. Il metodo pittorico e storico adottato, così simile ai tardi dipinti romani, combinato a dei capilettera rustici, rappresenta il classical style. Questo sarà utilizzato in molti manoscritti paleocristiani e caratterizzerà il design del libro di epoca tardo romana.
- 800 – Da quest'anno, l'imperatore Carlo Magno volge la sua attenzione all'unificazione dei propri territori: adottare un solo stile di scrittura ufficiale è un modo per tenere insieme i popoli di questo nuovo impero.[3] Dopo aver studiato i molti stili esistenti, Carlo Magno e Alcuino di York raccomandano uno script[14] che combina le migliori caratteristiche dell'onciale e del mezzo onciale (due stili di scrittura tardo antichi) e che sarà chiamato "minuscola carolina". Questo stile di scrittura è importante nella storia della grafica perché rappresenta il primo script completamente sviluppato che combina minuscole con capilettera romani. La forma delle lettere (letterforms) della minuscola carolina diverrà il modello per i primi caratteri di stampa minuscoli romani. Sfortunatamente, il tentativo di Carlo Magno di centralizzare l'amministrazione con un unico stile di scrittura si dissolverà rapidamente durante i regni dei propri discendenti. Quando l'imperò si disintegrerà, dilagheranno stili di scrittura che, sebbene saranno variazioni della minuscola carolina, mostreranno comunque caratteristiche regionali e nazionali.
- 1000-1150 – Durante il periodo romanico, le forme aperte e arrotondate della minuscola carolina divengono più compresse e angolari. Questo è particolarmente vero nelle regioni settentrionali. Vi è anche una riduzione del letterspacing, wordspacing, e linespacing, che fa sì che la pagina appaia più scura e densa. Al contrario, le iniziali divengono più decorative, floreali, e a volte contengono al loro interno strane bestie.[3]
- 1150-1300 – Durante il periodo gotico, la forma delle lettere si fa stretta e angolare. Questo stile, con i suoi ascendenti e discendenti corti, viene chiamato Textura (oggi si fa riferimento al Gothic o Old English). Uno dei maggiori pregi del Textura era l'economia – una copia poteva rientrare in metà dello spazio richiesto per la minuscola carolina. Il difetto era però che le lunghe righe erano difficili da leggere e creavano una pagina davvero densa. Questo potrebbe spiegare il perché così molti libri di questo periodo vengono progettati in un layout a due colonne. Textura non diverrà mai popolare in Italia, dove gli scribi preferiranno una versione meno condensata del Gothic detto Rotunda. I manoscritti gotici continuano a essere decorati con iniziali larghe, mentre i bordi e i margini vengono abbelliti con viti, vegetazione esotica, bestie grottesche, e uomini.

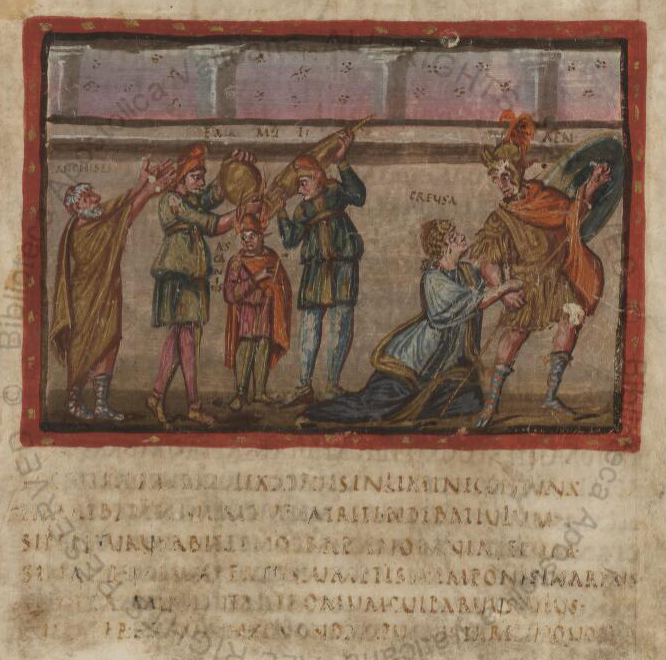
Folio 22 recto dal Virgilio vaticano, contenente un'illustrazione dall'Eneide raffigurante la fuga da Troia
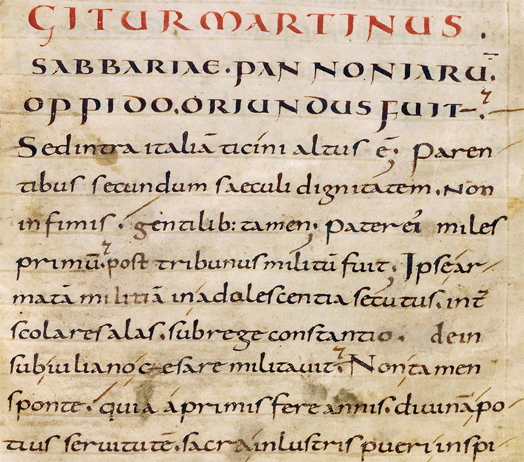
Pagina in minuscola carolina (escluse la prima riga, in capitale onciale, e le due successive, in semionciale)
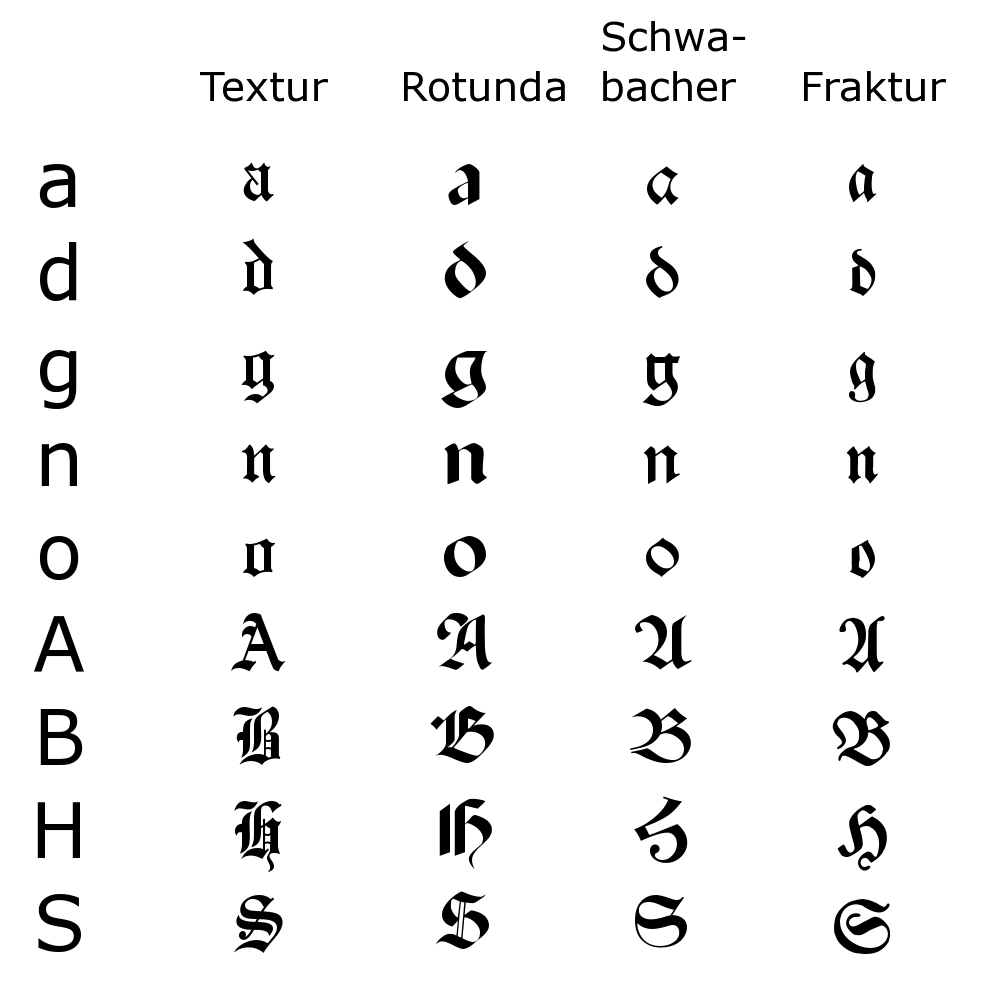
Panoramica delle differenze tra Textura, Rotunda, Schwabacher, Fraktur

#### La miniatura nel Rinascimento
Con l'inizio del Rinascimento e l'affermarsi delle sue concezioni estetiche, la miniatura perde rapidamente importanza: si continuano a produrre codici miniati, ma la miniatura viene ormai valutata più come ornamentazione che come opera d'arte autonoma, e in ogni caso lo sviluppo delle idee artistiche avviene completamente al di fuori di essa: tanto è vero che molto spesso sono i pittori a dedicarsi saltuariamente alla miniatura, per espresso incarico di committenti. Per quasi tutto il Quattrocento fioriscono tuttavia in Italia scuole miniaturistiche qualitativamente importanti: a Firenze, dove artisti come Zanobi Strozzi, Francesco di Antonio, Attavante Attavanti traspongono nella decorazione dei codici il nuovo linguaggio rinascimentale, specie nella versione più "preziosa" del Beato Angelico; a Siena, dove artisti come Francesco di Giorgio, il Vecchietta, ecc. si impegnano nelle tavolette di biccherna; a Ferrara, dove, per iniziativa degli Estensi, si svolge un'intensa attività che culmina con l'opera di Taddeo Crivelli, Franco de' Russi, Guglielmo Giraldi e con l'esecuzione della sfarzosa Bibbia di Borso d'Este (Modena, Biblioteca Estense); e in Lombardia, dove, ad artisti ancora legati alla tradizione gotica, come il Maestro delle Vitae Imperatorum e Belbello da Pavia, succedono solo dopo la metà del Quattrocento miniatori rinascimentali come Giovanni Pietro Birago e i fratelli Cristoforo e Giovanni Ambrogio De' Predis. In Francia, l'arte della miniatura mantiene invece per tutto il Quattrocento una forte continuità col passato. Nelle corti di Borgogna e di Renato d'Angiò numerosi maestri (Maestro del Cueur d'amour espris, Simon Marmion)  operano un'originalissima fusione di elementi gotici e spunti rinascimentali, specie sulla linea del maggiore di essi, Jean Fouquet. Un fenomeno analogo avviene in Fiandra, dove la tradizione dei Limbourg si combina agevolmente col nuovo linguaggio di Jan Van Eyck: capolavori di questo stile, che concilia larghezza di impianto e incanto coloristico su una base di attento realismo, sono le Ore di Maria di Borgogna (Vienna, Osterreichische Nationalbibliothek) e il Breviario Grimani (Venezia, Biblioteca Marciana), per il quale operarono S. Benning, Gerard Horenbout e Mabuse.
Nel Cinquecento, con la singolare eccezione di Giulio Clovio, un'attività miniaturistica propriamente detta non esiste più. Si afferma invece l'uso del ritratto miniato, cioè di dimensioni ridottissime. L'uso sembra derivare, con l'attività di Holbein, dall'Inghilterra, dove ha comunque un grande impulso con la produzione raffinatamente manieristica di Nicholas Hilliard e di Isaac Oliver, e più tardi di Samuel Cooper, seguace di Van Dyck. Con il Seicento la realizzazione di piccoli dipinti miniati (specie ritratti, nature morte e paesaggi) diviene d'uso comune in Inghilterra, in Germania e soprattutto nei Paesi Bassi, ma senza l'intervento di grandi artisti; ha un miglioramento qualitativo nel Settecento, in particolare in Francia, sull'esempio di Rosalba Carriera (cui risale l'uso del pastello), e in Inghilterra, per scadere poi definitivamente, nel secolo successivo, a tipica produzione da salotto.

### Storia ed evoluzione della "grafica d'arte" (XV-XX secolo)

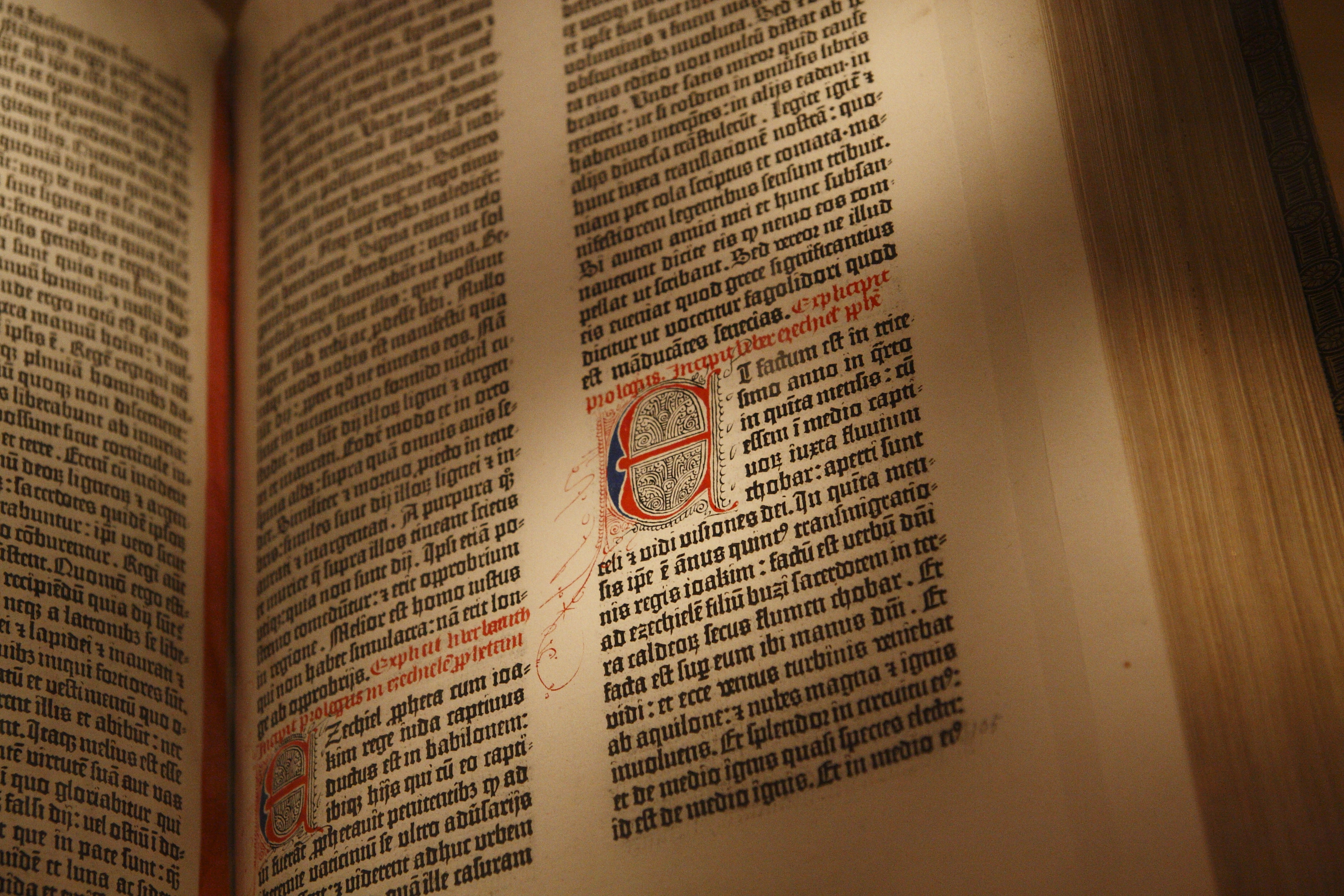
Bibbia di Gutenberg, New York Public Library, USA

L'arte della grafica nasce in Occidente nel XV secolo dall'esigenza di produrre più esemplari di una stessa immagine, in una società dove si sta sviluppando una nuova classe mercantile e borghese che dispone di mezzi economici e conseguentemente elabora esigenze culturali più o meno numerose, si realizza attraverso la lavorazione di una matrice, incisa manualmente al fine di poter essere utilizzata per trasportare il soggetto su un foglio attraverso l'uso di un torchio. Le tecniche di lavorazione delle matrici derivano dall'esperienza degli incisori di metalli pregiati e ricevono un impulso fondamentale dalla quasi contemporanea invenzione del libro a stampa a caratteri mobili, alla metà del XV secolo. Infatti, tra il 1440 e il 1449, Johann Gutenberg e Laurens Janszoon Koster inventano la stampa a caratteri mobili, forse indipendentemente dai Cinesi; tuttavia, le invenzioni della carta e della stampa a blocchi, essenziali per stampare con caratteri mobili, erano stati appresi in quanto importati in Europa dalla Cina; Gutenberg è probabilmente il responsabile di due innovazioni, ovvero il metodo di fusione dei caratteri in metallo e lo sviluppo di un inchiostro che aderisce al carattere metallico; Speculum Nostrae Salutis, stampato da Koster, è probabilmente il primissimo libro stampato.

#### Xilografia
Le prime immagini a stampa sono realizzate con la tecnica della xilografia, detta anche silografia, che presuppone l'uso di una matrice in legno, che l'incisore lavora a rilievo, cioè togliendo la parte che non deve stampare, realizzando in questo modo un supporto che presenta il disegno in rilievo. La xilografia è da ritenersi certamente tra le più antiche delle tecniche di stampa incisa. Pur conoscendo la sua massima divulgazione nel XV secolo conseguendo risultati di pregio notevolissimi, e seppure con scopi diversi era già praticata presso i popoli orientali addirittura millenni prima. È da supporre che intorno al 1300 l'esigenza di riprodurre le carte da gioco, importate in Italia dagli arabi quando questi invasero la Sicilia, dette vita ad un'industria in tal senso. Fiorente sul finire del secolo XIV, l'incisione di tavole di legno destinate alla stampa appare legata all'industria per la produzione di immagini sacre, alla realizzazione di matrici per lo stampaggio dei tessuti, alla diffusione popolare di opuscoletti o semplici fogli sparsi e, in seguito, alla decorazione con vignette ornamentali del libro stampato, contribuendo allo sviluppo dell'arte tipografica. Riallacciandosi agli inizi alla pratica artigianale del falegname e dello sbozzatore, ascenderà in seguito ad una propria dignità di mestiere con la creazione di maestranze altamente specializzate. A queste maestranze venivano affidati i disegni a penna eseguiti dagli artisti o a volte gli stessi disegnavano di propria mano le tavole da intagliare. Molto raramente l'intaglio era condotto direttamente dall'artista. Dal XV secolo la xilografia assume una rilevante importanza artistica per merito di grandi maestri e, particolarmente, per la nutrita e altissima produzione di Albrecht Dürer e si protrae così fino alla fine del secolo successivo. Dal XVII secolo conosce una progressiva decadenza, sostituita dall'incisione calcografica che andava sempre più perfezionandosi. In seguito la xilografia ebbe sempre una maggiore applicazione per la riproduzione di immagini da inserire nello stampone tipografico e negli ultimi tempi, specie dopo la scoperta dell'uso del legno di testa, dopo l'avvento della fotografia e prima della fotoincisione, si meccanicizza sfruttando per il disegno delle tavole la fotografia come riporto delle immagini e per la loro lavorazione apposite macchinette dove una lancetta atta a trapanare guidata per mezzo di un pantografo intaglia la superficie del legno. Successivamente e recentemente, grazie all'invenzione della fotoincisione, assurge nuovamente a dignità d'arte riacquistando una propria autonomia.

#### Calcografia
Già all'inizio del XVI secolo, alla xilografia si affianca la calcografia, tecnica che utilizza il metallo, principalmente rame e zinco. In questo caso l'incisore lavora in incavo, cioè scavando nel metallo il disegno da stampare. Quando l'incisore lavora direttamente sulla lastra si parla di incisione a bulino, se lo strumento utilizzato, il bulino appunto, toglie il metallo che non serve grazie alla sua punta triangolare; oppure si parla di punta secca, quando lo strumento a punta si limita a scalfire e spostare il metallo a lato dei solchi.
- Incisione a bulino – In Italia la paternità dell'incisione di matrici calcografiche si vorrebbe ascrivere al niello, che consiste nell'incidere col bulino – classico strumento dell'orefice incisore – una lastra d'oro o d'argento per imbottirne i segni di una speciale lega – detta nigellum, da cui la denominazione del prodotto finito – ottenendo così una specie di tarsia dove le immagini risultano scure sul fondo levigato del metallo.[16] La lega è composta di argento, rame, piombo e borace.[16] Sebbene tale tecnica decorativa orafa fosse già conosciuta da molto tempo, fu in grande auge nel Rinascimento specie per l'operato di Maso Finiguerra, al quale il Vasari vuole attribuire in Italia l'invenzione della stampa incisa su metallo.[16] Ciò è abbastanza dubbio e controverso e resta comunque da stabilire se l'incisione abbia avuto una qualche connessione col niello o viceversa. È però certo che l'orafo, terminata l'opera di incisione della lastra di metallo prezioso, prima di imbottire definitivamente i solchi col niello, al fine di controllare il risultato finale, ne ricavava un'impronta negativa con uno stampo di creta finissima e un controstampo realizzato con fegato di zolfo fuso nei cui segni veniva posto del nerofumo misto ad olio di noce che metteva in risalto la qualità del lavoro.[16] Solo più tardi si pensò di riempire con lo stesso miscuglio (che è grosso modo l'inchiostro da stampa calcografico ancor oggi usato) la lastra di metallo prezioso direttamente, per imprimerne l'impronta incisa su una pezzuola o un foglio di carta umida. Sarebbe così nata la stampa incisa, cosa abbastanza dubbia poiché non solo l'incisione era già praticata da qualche tempo nelle regioni a nord delle Alpi, ma sono state rinvenute, anche nella stessa Italia, prove di stampe incise che vantano qualche decennio prima dell'attività del Finiguerra. Ma a parte qualsiasi altra considerazione sta di fatto che lo sviluppo e l'evolversi dell'incisione calcografica è da collegarsi di pari passo con l'attività orafa, spesso approdando gli artisti a questa disciplina proprio attraverso la pratica di una bottega d'orafo. Caratterizzata così sotto l'aspetto tecnico e formale nei suoi inizi, l'incisione a bulino sul rame assumerà in seguito una assoluta autonomia e un suo specifico linguaggio per opera di grandi maestri incisori. Sul finire del XV secolo molti incisori in Germania, in Olanda e in Italia proliferarono raggiungendo risultati di altissima qualità.
- Acquaforte – Altra tecnica su metallo è quella della acquaforte, quando l'incisione avviene indirettamente, per immersione della lastra in un acido, che si chiamava aqua fortis, lastra precedentemente coperta con una vernice resistente all'acido e disegnata, eliminando la vernice, in corrispondenza della parti che devono subire la morsura dell'acido. L'incisione all'acquaforte nasce come tecnica autonoma agli inizi del XVI secolo. L'invenzione di questo nuovo modo di incidere è stata ascritta da qualcuno al Parmigianino; è però accertato che già sul finire del Quattrocento si conosceva la possibilità di incidere il metallo con gli acidi: lo stesso Dürer fu tra i primi ad usare tale procedimento, che apprese probabilmente dal veneziano Luca Pacioli durante il suo viaggio in Italia, sia per iniziare l'incisione a bulino che autonomamente, incidendo sei lastre all'acquaforte su ferro, tra cui il famosissimo Cannone. Va assegnato al Parmigianino, semmai in Italia, il merito di aver tentato con la sola tecnica dell'acquaforte la sperimentazione di un nuovo linguaggio grafico con possibilità di nuovi e più celeri risultati, dal lato espressivo ricchi di calore e vitalità, ma non certamente eccellenti sotto il profilo tecnico. Dall'inizio del XVII secolo l'incisione sia a bulino che all'acquaforte venne impiegata, tranne casi isolati, quasi esclusivamente come mezzo di riproduzione di opere d'arte e per la realizzazione di ritratti.[16][17] Fu portata quest'arte anche ad una vera forma di industrializzazione con la nascita di ditte che si servivano di numerosi incisori.
- Acquatinta – Con il termine "acquatinta" si indicano tutti quei procedimenti tecnici dell'incisione calcografica mediante i quali è possibile realizzare, ad incavo sulla lastra e quindi in positivo sulla carta, un'immagine parzialmente o totalmente espressa con prevalente sintesi chiaroscurale, per macchie simili a quelle che, disegnando a pennello su carta, si producono appunto con acqua più o meno intensamente colorata di nero, di bruno o di bistro.[18] Operazione necessaria per l'esecuzione di alcune varietà di acquatinta è la costruzione sulla superficie della lastra di rame di una speciale reticolatura, detta "grana".[16] Questa grana, dopo l'incisione, darà luogo a superfici che hanno la proprietà di trattenere l'inchiostro in maggiore o minore quantità, in relazione alle varie tonalità dello stesso colore.[16] La conoscenza e le prime applicazioni pratiche dell'acquatinta, risalgono, forse, alla seconda metà del XVII secolo e ad alcuni incisori olandesi che, dicono gli storici, avrebbero utilizzato le risorse del nuovo procedimento per completare incisioni prima elaborate all'acquaforte.[18] C'è da ricordare in proposito che si è persino fatto il nome di Rembrandt; se e quanto opportunamente è difficile dirlo visto che son mancati più precisi e attendibili riferimenti e considerato non infondato il sospetto di una equivocata lettura di certe su incisioni, laddove il tratteggio della punta è tanto insistentemente replicato ad incrocio da annullarsi in una continuità fisico-grafica analoga a quella conseguibile con le graniture.[18] È in Francia, però, che l'acquatinta viene praticata con più continuità e perfezionata grazie al concorso di più ricercatori: nella seconda metà del XVIII secolo e, quindi, in coincidenza con l'emergere di necessità espressive nuove, ben precise allora e oggi meglio individuabili.[18] Fra XIX e XX secolo è, però, la litografia ad esercitare l'attrazione maggiore tra artisti e fruitori di stampa d'arte; una tecnica cioè che, pur non essendo incisione nel senso letterale del termine, si avvale di risorse grafiche sostanzialmente non dissimili da quelle dell'acquatinta.[18]
- Vernice molle – Detta anche "cera molle", è chiamata così in virtù di una vernice antiacida tenera e, dunque, facilmente asportabile per pressione.[18] Questa particolare tecnica d'incisione permette la realizzazione di matrici i cui segni, per la loro morbidezza e granulosità, conferiscono alla stampa l'aspetto di un disegno a matita.[16] Si hanno le prime esperienze nel 1740 in Francia con Jean-Charles François e Gilles Demarteau, e soprattutto con l'allievo di questi, Louis-Marin Bonnet, che utilizza il pastello sul supporto cartaceo en manier de pastel.[18]

Alla fine del XVIII secolo si scopre la possibilità di utilizzare matrici in pietra e nasce la tecnica della litografia, con la quale le matrici in pietra calcarea, precedentemente levigate e trattate in superficie con degli acidi, sono disegnate con apposite matite grasse. In fase di stampa l'inchiostro litografico aderisce solamente alle parti disegnate, dove trova altro inchiostro, ed è invece respinto dal resto della matrice perché irrorata con acqua. La storia della litografia sarà descritta più avanti.
| Incisione a bulino      | Peregrino da Cesena (XV secolo), Antonio Pollaiolo (1431-1498), Maestro della Grande Passione (XV secolo), Maestro delle carte da gioco, Maestro E.S., Maso Finiguerra (1426-1464), Martin Schongauer (1435-1491), Maestro del libro di casa (1467-1507), Andrea Mantegna (1431-1506), Albrecht Dürer (1471-1528), Luca di Leyda (1494-1533), Jacopo de' Barberi (1445-1515, noto anche come Maestro del Caduceo), Marcantonio Raimondi (1480-1534), Bartolomeo Montagna (1480-1555), Giulio Campagnola (1500-1564), Cristofano Robetta (1462-1522), Jean Duvet (1485-1561, noto anche come Maestro del Liocorno), Annibale Carracci (1560-1609), Agostino Carracci (1557-1602), Cornelius Cort (1533-1578), Hendrick Goltzius (1558-1616), Claude Mellan (1598-1688), Cornelio Blomaert (1564-1651), Giuseppe Longhi (1766-1831), Joseph Wagner (1706-1780), Luigi Calamatta (1802-1869), Jean-Emile Laboureur (1877-1943), Pablo Picasso (1881-1973), Stanley William Heyter (1901-1988), Hans Bellmer (1902-1975) |
| Incisione a punta secca | Maestro del libro di casa (1467-1507), Albrecht Dürer (1471-1528), Andrea Meldolla (1520-1563), Rembrandt (1606-1669), Auguste Rodin (1840-1917), Giovanni Boldini (1842-1931), Edvard Munch (1863-1944), Erich Heckel (1883-1970), Otto Dix (1881-1969), Ernst Ludwing Kirchner (1880-1938), Max Beckman (1884-1950), André Dunoyer de Segonzac (1884-1974), Anselmo Bucci (1887-1955), Pablo Picasso (1881-1973), Jacques Villon (1875-1963), Bernard Buffet (1928-1999), Giorgio Morandi (1890-1964), Felicien Rops (1821-1898) |
| Acquaforte              | Andrea Meldolla (1520-1563), Rembrandt (1606-1669), Edvard Munch (1863-1944), Daniel Hopfer (1470-1536), Urs Graf (1485-1536), Marcantonio Raimondi (1480-1534), Albrecht Dürer (1471-1528), Francesco Mazzola (1503-1540, detto il Parmigianino), Giuseppe Viviani (1898-1965), Federico Fiori (1528-1612, detto Barocci), Guido Reni (1575-1642), Simone Cantarini (1612-1648, detto il Pesarese), Antoon Van Dyck (1599-1641), Adam Elsheimer (1578-1620), Hercules Seghers (1590-1638), Abram Bosse (1602-1676), Jacques Callot (1592-1635), Stefano della Bella (1610-1664), Esaias Van De Velde (1636-1672), Wilem Buytevec (1585-1626), Jacob Ruisdael (1628-1682), Salvator Rosa (1610-1665), Giovanni Benedetto Castiglione (1610-1665, detto il Grechetto), Antoine Watteau (1684-1721), Honoré Fragonnard (1732-1806), Gabriel De Saint-Aubin (1724-1780), Antonio Canal (1697-1768, detto il Canaletto), Marco Ricci (1675-1730), Giovan Battista Tiepolo (1696-1770), Giandomenico Tiepolo (1727-1804), Giovan Battista Piranesi (1720-1778), Giuseppe Vasi (1710-1782), Francisco Goya y Lucientes (1746-1828), Charles Meryon (1821-1868), Jean Francois Millet (1814-1875), Edgar Degas (1834-1917), Baptiste Camille Corot (1796-1875), Felicien Rops (1821-1898), Giovanni Fattori (1825-1908), James Abott McNeill Whistler (1834-1903), James Ensor (1860-1949), Anders Zorn (1860-1920), Antonio Fontanesi (1818-1882), Emil Nolde (1867-1956), Lyonel Feininger (1871-1956), Karl Schmidt-Rottluff (1884-1974), Otto Dix (1891-1969), Pablo Picasso (1881-1973), Georges Braque (1882-1963), Jacques Villon (1875-1963), André Dunoyer De Segonzac (1884-1974), Marc Chagall (1887-1985), Luigi Bartolini (1832-1963), Leonardo Castellani (1896-1984), Giorgio Morandi (1890-1964) |
| Acquatinta              | François-Philippe Charpentier (1734-1817), Per Gustaf Floding (1731-1791), Jean-Baptiste Leprince (1734-1781), Philibert-Luis Debucourt (1755-1832), Francisco Goya y Lucientes (1746-1828), Édouard Manet (1832-1883), Mary Cassat (1845-1926), Max Klinger (1857-1920), Kate Kolwitz (1867-1945), Edvard Munch (1863-1944), Jacques Villon (1875-1964), Maurice de Vlamink (1876-1958), Pablo Picasso (1881-1973), Georges Rouault (1871-1958), Joan Mirò (1893-1984), Stanley William Hayter (1901-1988), Marino Marini (1901-1980) |
| Vernice molle           | Felicien Rops (1821-1898), Jean-Charles François (1717-1769), Gilles Demarteau (1722-1776), François Boucher (1703-1770), Louis-Marin Bonnet (1736-1793), Jean-Baptiste Huet (1745-1811), Susanne Valadon (1867-1938), Stanley William Hayter (1901-1988) |

### Il graphic design tra le rivoluzioni industriali (XVIII-XIX secolo)

#### La rivoluzione della tipografia nel Settecento
Londra nel XVIII secolo sostituì Amsterdam come centro europeo delle stampe e della finanza. In Inghilterra, la stampa a quel tempo fiorì, stimolata dalla libertà di stampa guadagnata nel 1694. Apparirono nuove forme di oggetti stampati: Joseph Addison e Richard Steele scrissero e pubblicarono i primi giornali di successo, il Tatler nel 1709 e lo Spectator nel 1711. Il romanzo inglese si sviluppò come una forma popolare di letteratura. Con il crescente volume di stampe e un senso altezzoso di orgoglio nazionale, gli stampatori inglesi sentirono il bisogno di tipi di carattere che fossero nativi britannici. Fino a questo momento, l'Inghilterra si era accontentata di importare le matrici per i tipi di carattere dall'Olanda, e di sfruttare tali matrici in fonderie locali. Ma l'Olanda era un rivale nei mercati e nelle colonie sparse per il mondo, e nemmeno una fonte affidabile. Dal 1700 la stampa si insediò bene anche nelle colonie americane, e nel 1704 venne pubblicato da John Campbell, il primo quotidiano Boston News-Letter. Fu tentata la pubblicazione di un giornale precedentemente nel 25 settembre del 1690, ma su soppresso dal governo dopo solo un singolo numero. Ma il più importante stampatore nell'America coloniale, maggiormente ricordato oggi come statista e firmatario della Dichiarazione di Indipendenza, fu Benjamin Franklin.
- 1706 – Nasce John Baskerville. Egli inizia la sua carriera come maestro di scrittura, ma ci rinuncia durante la giovinezza per fare fortuna con un japanning business in Birmingham. Dopo essersi pensionato all'età di 44 anni, Baskerville torna al suo primo amore, le lettere, e inizia a stampare come un ricco dilettante. Estremamente insoddisfatto dello stato della stampa e della tipografia inglese, Baskerville decide di fare qualcosa, ovvero stampare i propri libri per far vedere cosa può succedere quando ci si dedica con scrupolo a ogni passaggio della produzione. Per ottenere i risultati migliori possibili, Baskerville progetta le proprie font, sperimenta con vari inchiostri e carta, e soprattutto, pretende l'eccellenza in fase di stampa. Nel 1757, Baskerville pubblica il suo primo libro, le opere di Virgilio[19], e continua a pubblicarne molti altri, fra cui le satire di Giovenale. All'inizio i libri di Baskerville ricevono una critica mista. Molti trovano l'inchiostro nero e il bianco brillante della carta – che Baskerville aveva usato nei suoi libri – accecanti e responsabili di una difficile lettura.[20] Molte delle critiche sono state attribuite a invidia professionale. Oggi, sia i libri che le font di Baskerville sono universalmente acclamati. Baskerville sperimentò inoltre con vari supporti per la stampa e da alcuni viene considerato come il primo stampatore ad aver utilizzato carta senza segni di vergatura (carta wove).
- 1712 – In Francia, due grandi famiglie lasciano la propria traccia nelle arti grafiche: i Fournier e i Didot. In quest'anno, nasce Pierre-Simon Fournier, che è il più interessante dei tre fratelli Fournier. Egli crea il primo sistema di punti per misurare i caratteri, nel tentativo di dare ordine a un'industria dove ogni fonderia stabiliva la propria dimensione dei caratteri e terminologia.[21] Sfortunatamente, tale sistema non trova alcun supporto. Nel 1764 Fournier pubblica il Manuel typographique, un handbook illustrato sull'arte della fusione dei caratteri e della stampa.
- 1720 – William Bowyer, uno stampatore londinese, propone la somma di £500 a William Caslon per permettergli di fondare la propria fonderia; egli progetta una font "English Arabic" usandola in un Salmo e in un Nuovo Testamento. Due anni più tardi taglia eccellenti tipi di carattere roman, italic ed ebraici per Bowyer; la font romana, che fu usata per la prima volta nel 1726, più tardi venne chiamata Caslon, e dominerà la stampa britannica nel corso del secolo.[22] Questa font è considerata l'ultima delle più importanti "old style".[3]
- 1730 – Nasce François-Ambroise Didot, il quale rifinisce il sistema a punti di Fournier, rendendolo più accettabile. È il primo a identificare la misura dei caratteri esclusivamente in punti piuttosto che con il vecchio sistema di nomi, come pica, primer, nonpareil, e così via.[21] Il figlio di François, Firmin Didot, è riconosciuto per aver progettato la prima font che classifichiamo come "modern". Con l'introduzione dei caratteri moderni, le font come Baskerville sono ora classificate come "transitional", in quanto costituiscono un ponte fra quelle old style e quelli modern.[3]
- 1740 – Nasce Giambattista Bodoni, che è uno dei designer di caratteri tipografici e stampatori più riconosciuti. All'età di 28 anni, viene invitato a Parma dal duca Ferdinando e gli viene chiesto di aprire una stamperia privata e una fonderia di caratteri. L'operazione viene chiamata «Stamperia Reale» ed è generosamente sussidiata dal duca. È qui che Bodoni progetta le sue famose font. Esse mostrano molte delle stesse caratteristiche trovate in quelle di Didot, pochi anni prima. A causa della fama di Bodoni come stampatore, è il suo nome, piuttosto che quello di Didot, che è più spesso associato al design moderno delle font.[23] Gran parte della fama di Bodoni risiede nella stampa superba delle pagine di Orazio e Virgilio e dell'edizione in due volumi del Manuale tipografico. Usando una carta liscia e dura, inchiostro nero ricco, caratteri larghi, e un generoso leading, Bodoni costruisce layout aperti, formali e scevri di decorazioni non necessarie.

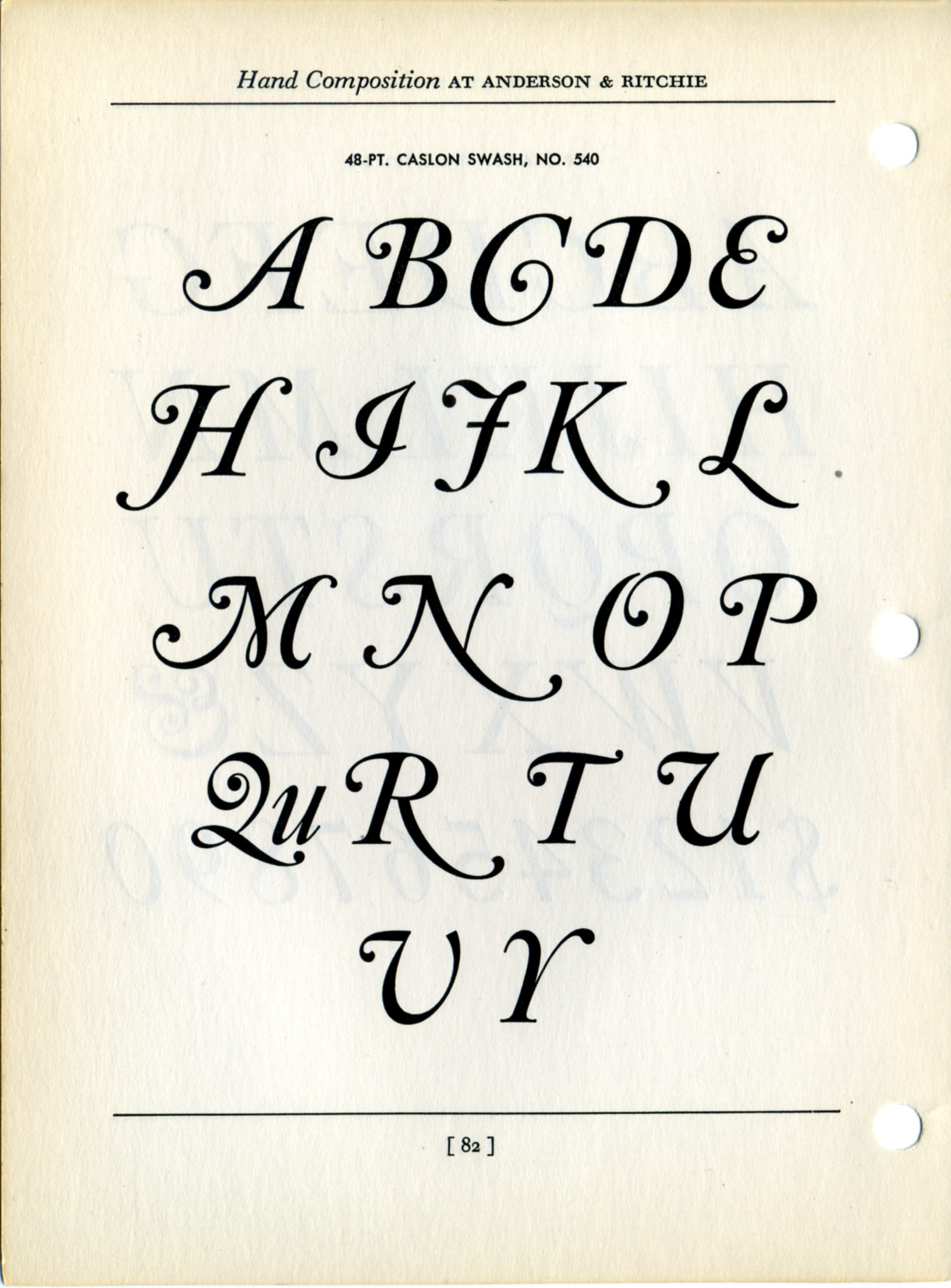
Maiuscole del carattere Caslon
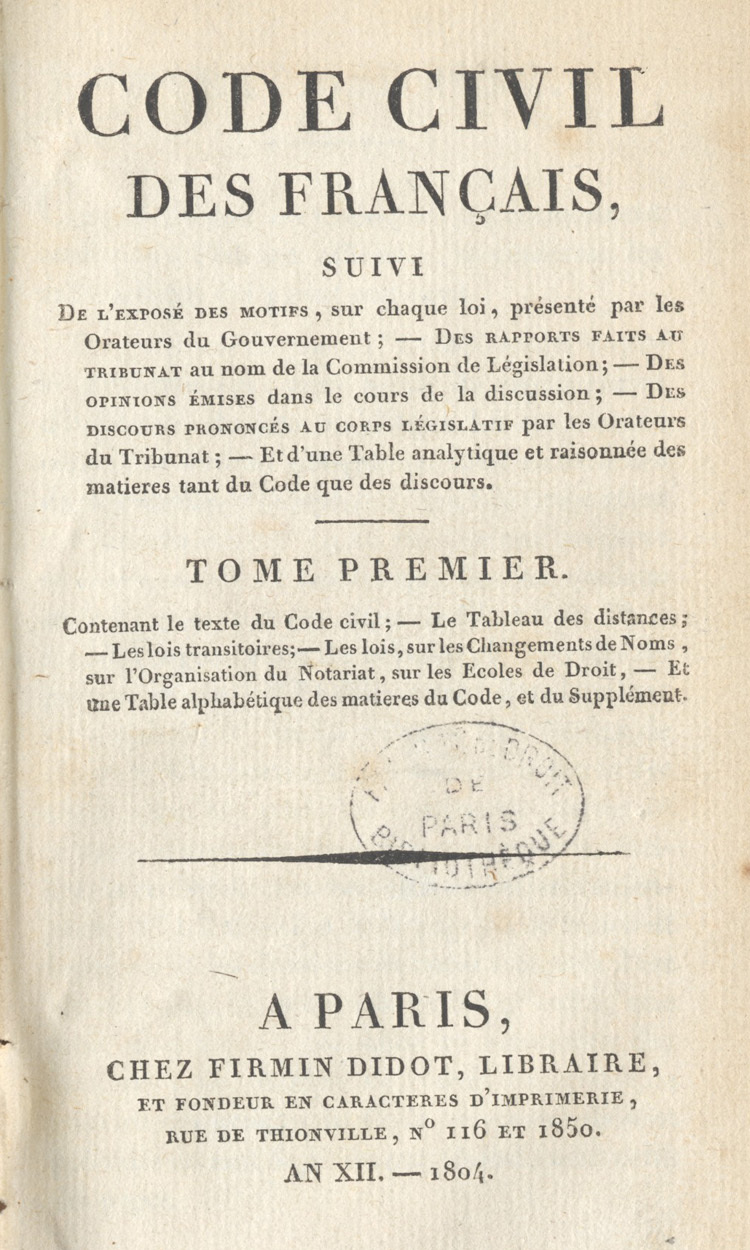
Il font Didot nel Code civil des Français

#### I progressi tecnici e tipografici durante l'Ottocento
Nell'Ottocento, la scienza e la tecnologia trovarono applicazione nelle arti grafiche, e ciò comportò cambiamenti drammatici in aree come la stampa, la fabbricazione della carta e i caratteri. L'emergere della stampa popolare aiutò la creazione di una nuova industria – la pubblicità – e con essa, la domanda per nuovi caratteri, concetti di design, e metodi di stampa ad alta velocità. Erano richiesti: una scala più ampia, un maggiore impatto visivo, una nuova tangibilità e dei nuovi caratteri espressivi. Non bastava più che le ventisei lettere dell'alfabeto funzionassero come simboli fonetici: l'età industriale trasformò questi segni in forme visive astratte, che proiettassero forme concrete e potenti dal contrasto forte e dalla portata ampia.
- 1798 – La prima macchina per fabbricare la carta viene progettata dal francese Nicholas Louis Robert.[24] Sfortunatamente, a causa di complessità finanziare e politiche, non sarà mai elaborata e l'iniziativa si sposterà in Inghilterra.[24]
- 1803 – Viene costruita la prima macchina inglese per la fabbricazione della carta dall'ingegnere Brian Donkin, con il finanziamento di due cartolai londinesi, i fratelli Fourdrinier.[25] Sebbene produca una carta abbastanza buona, lunga 120 cm, non è un successo totale. Ci vorranno altri dieci anni prima che venga messa in funzione la prima macchina commerciale per fabbricare la carta al Merchant Warell Mill a Two Waters, Hertfordshire. Uno degli sviluppi che resero possibile la meccanizzazione della fabbricazione della carta, era stato lo schermo convogliatore, simile a quello utilizzato da Baskerville.[3] Il convogliatore permetteva alla carta di essere prodotta in lunghi fogli in un processo continuo.
- 1804 – Le prime macchine da stampa nascono all'inizio dell'Ottocento. Sino alla fine del Settecento, infatti, il torchio usato dai tipografi era sostanzialmente identico a quello con cui Johann Gutenberg aveva stampato la Bibbia a 42 linee; tra le poche modifiche significative, l'aggiunta verso il 1620 di una leva azionata da un contrappeso, che rende possibile esercitare la necessaria pressione con due sole mani. Assai importante, anche se non risolutivo, è il successivo perfezionamento apportato da Charles Stanhope in quest'anno: il suo torchio di grande formato, interamente metallico, permette la stampa in un solo movimento.[26]
- 1810 o 1811 – L'invenzione della rotativa in Inghilterra, contribuisce, assieme al costante miglioramento della tecnica di impaginazione, a far sì che la capacità di stampa cresca enormemente.[27] Se nel 1800 si potevano stampare 125 copie all'ora di un giornale con quattro pagine, queste divennero già 2400 nel 1840.[27] Nel 1900 si potranno stampare, in un'ora, 12 000 copie di un giornale di 32 pagine.[28]
- 1814 – Friedrich König brevetta la macchina da stampa piano-cilindrica e il torchio viene definitivamente abbandonato.[26]
- 1815 – Vincent Figgins mostra alcuni stili che si proiettano verso l'illusione delle tre dimensioni e che appaiono come oggetti "ingombranti" piuttosto che come segni a due dimensioni. Questa modalità si dimostra di successo, e i libri d'esemplari, specialmente in Germania, iniziano a mostrare cloni in prospettiva per ogni stile immaginabile. I fusori di caratteri variano anche la profondità dell'ombreggiatura, producendo di tutto: da ombre a matita sottili, a prospettive profonde. Poiché alcune tecniche – fra cui prospettive, outline, reversing, expanding, e condensing – potevano moltiplicare ogni tipo di carattere in un caleidoscopio di variazioni, nelle fonderie prolifera dunque la creazione di nuovi tipi di carattere.[6] La meccanizzazione dei processi di produzione, durante la seconda rivoluzione industriale, renderà l'applicazione delle decorazioni più economica ed efficiente. Designer di arredamento, di oggetti domestici, e anche di tipi di carattere si divertiranno a destreggiarsi nella complessità della progettazione. Presto, immagini, motivi vegetali, e design decorativi saranno applicati sulle lettere ovunque, in Europa e negli Stati Uniti.
- 1816 – Un'altra grande innovazione nella tipografia dei primi anni dell'Ottocento, il carattere sans serif, fa il suo modesto debutto in un libro d'esemplari, pubblicato da William Caslon IV.[26]
- 1827 – Durante quest'anno, la prima macchina americana per fabbricare la carta, viene costruita da Donkin e arriva in Saugerties, New York. Produce un foglio di 150 cm.
- 1853– Lo stampatore austriaco Alois Auer sviluppa il processo di stampa definito come "stampa naturale", nel quale elementi naturali come piante, insetti e minerali vengono trasformati in matrici per poterne poi ricavare delle stampe. Tra i primi ad utilizzare e migliorare questo metodo figurano Henry Riley Bradbury e Felice Riccò. Quest'ultimo perfezionò la tecnica a tal punto da riuscire a ricavare una matrice anche da oggetti estremamente delicati, come le ali di una farfalla.
- 1873 – Prime macchine da scrivere, prodotte su scala industriale dalla fabbrica d'armi americana Remington.[26] Successivamente saranno presentati modelli più perfezionati dalla Underwood nel 1898 e, in Italia, dalla Olivetti nel 1908.[26]
- 1886 – Ottmar Mergenthaler inventa la linotype, una macchina per la composizione meccanica monolineare del testo, commercializzata dall'omonima ditta americana.[1][26]
- 1887 – Tolbert Lanston brevetta la monotype, una macchina per la composizione meccanica a singoli caratteri mobili, commercializzata dall'omonima ditta americana.[1][26]

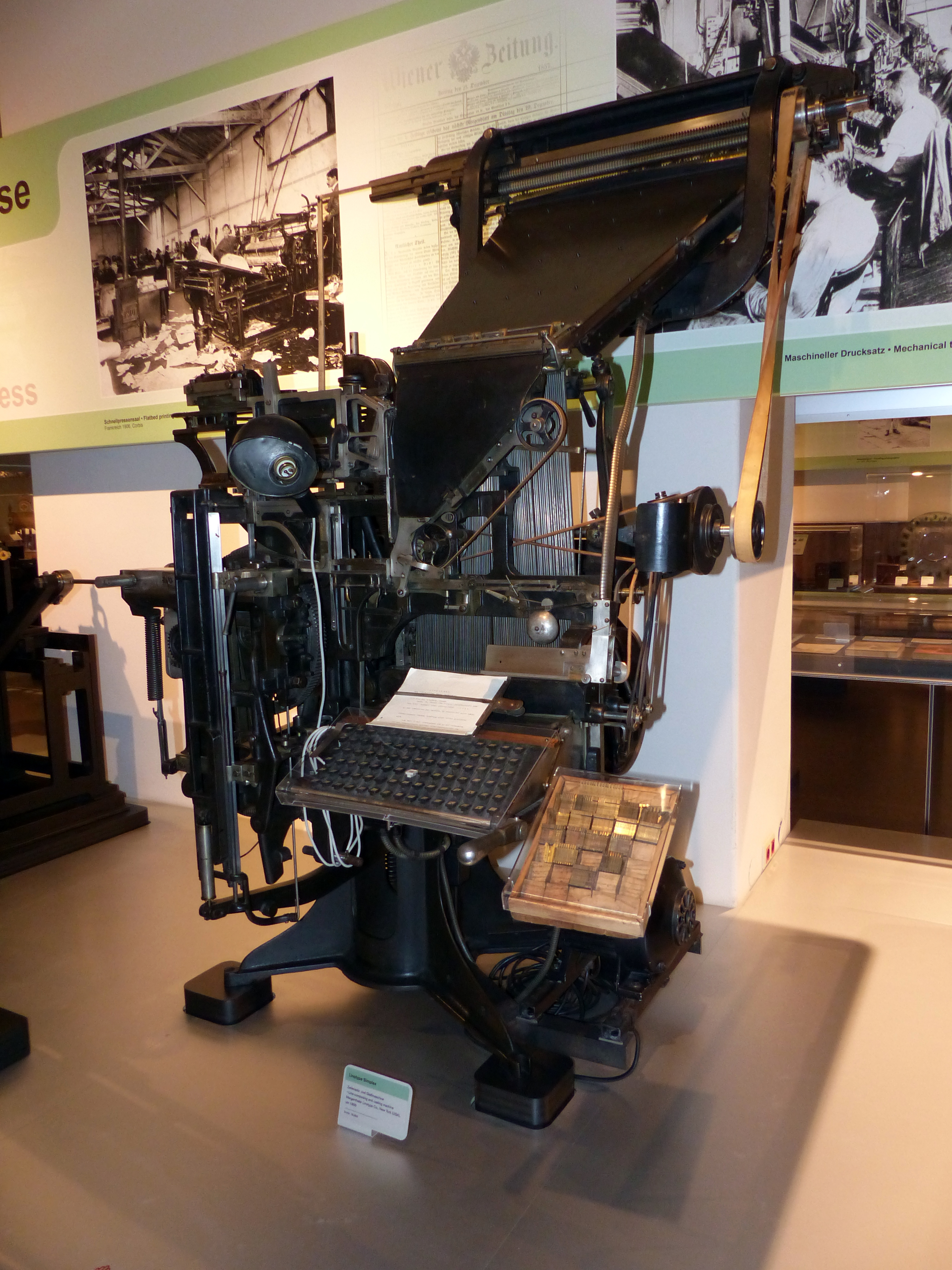
Linotype del 1895
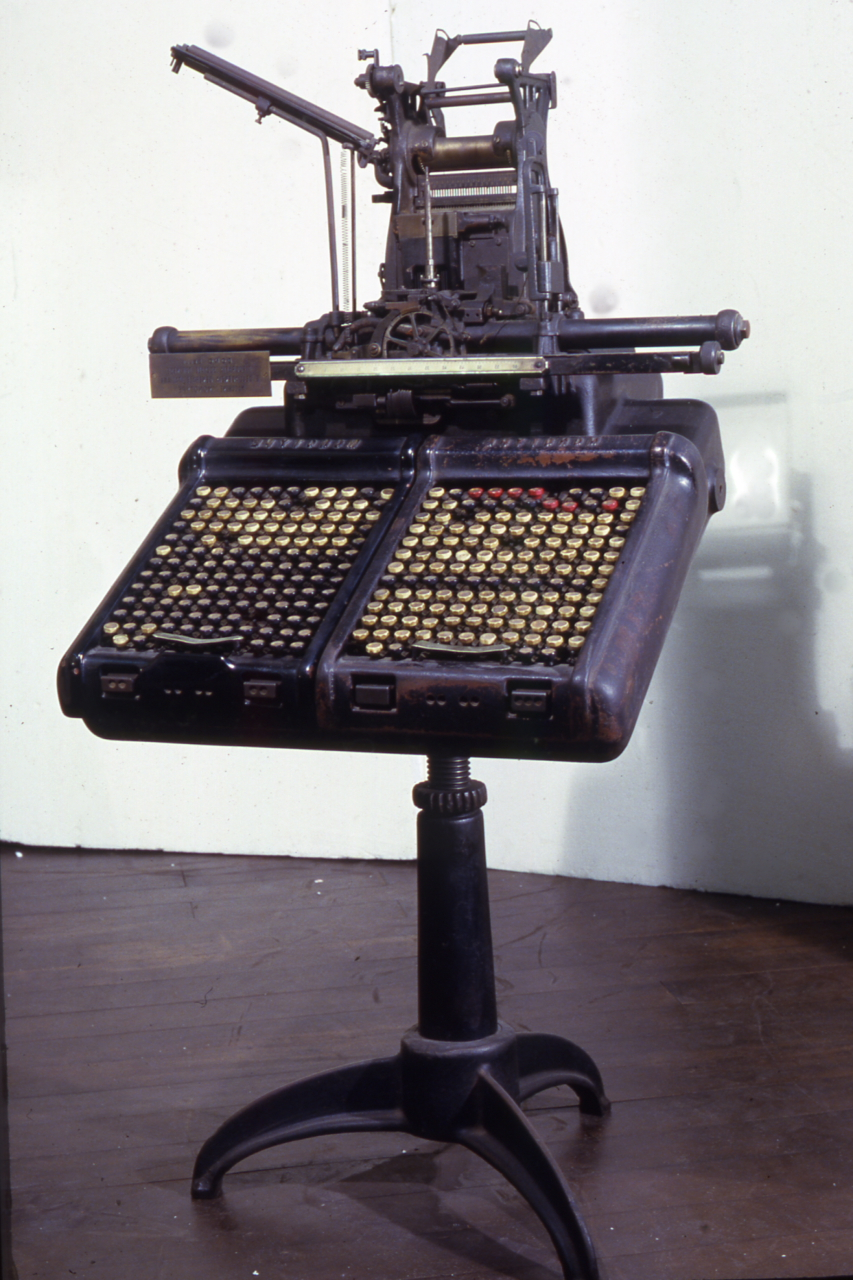
Compositrice della monotype
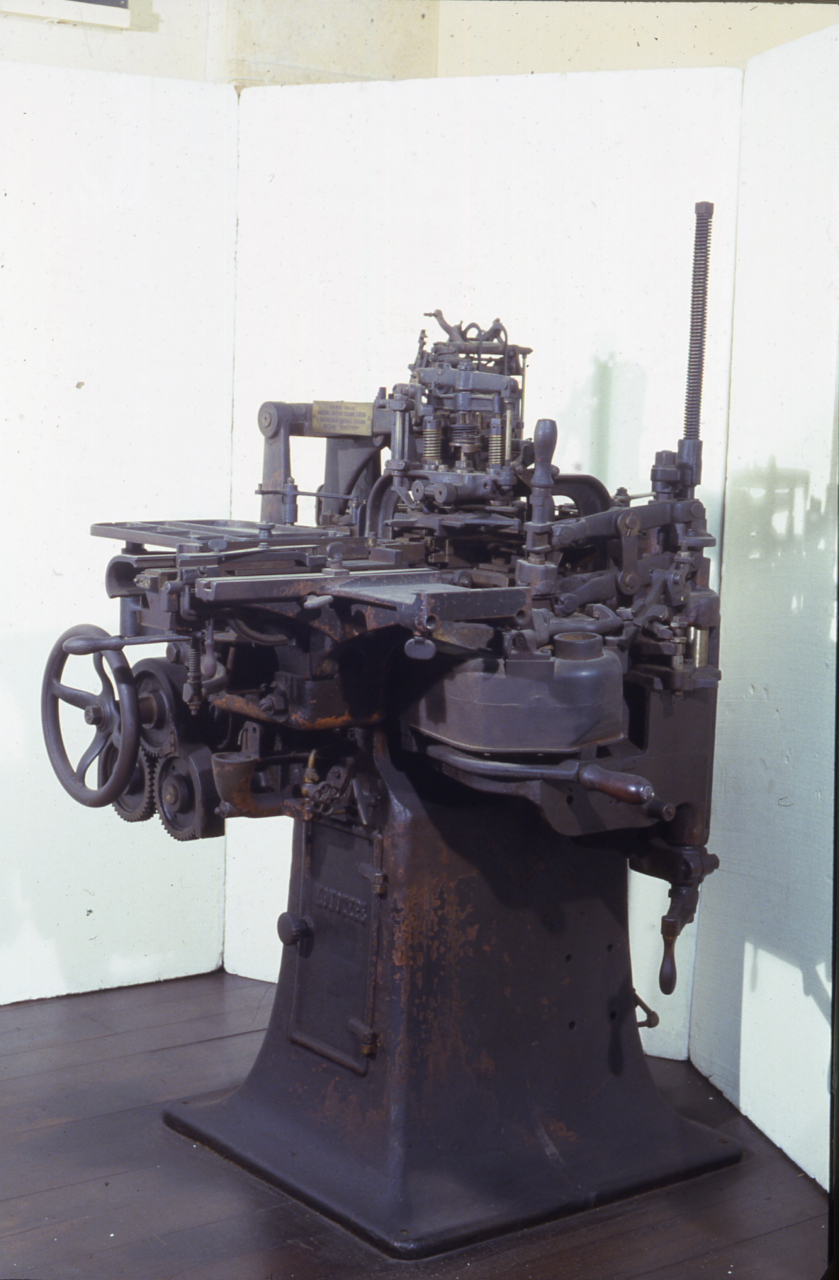
Fonditrice della monotype

##### La fotografia
Ecco le prime tappe fondamentali della storia della fotografia:
- 1827 – La prima ripresa fotografica vera e propria viene realizzata dal francese Joseph Nicéphore Niépce, che mette a punto anche il relativo apparecchio.[29] Si trattava di una camera ottica che al posto del vetro smerigliato aveva una lastra di peltro di 20,3 x 25,4 centimetri, resa sensibile alla luce grazie a un particolare composto chimico (emulsione) a base di bitume di cui era cosparsa.[29]
- 1838 – Louis-Jacques Mandé Daguerre brevetta quella forma di rappresentazione fotografica che, dal nome del suo ideatore, fu detta "dagherrotipia".[29]
- 1839 – La prima fotocamera prodotta in serie è costruita dal francese Alphonse Giroux, un parente di Daguerre.[29] Si tratta di una grossa scatola in legno, sul fondo della quale viene inserita la lastra spalmata con un'emulsione fotosensibile. La lente è montata anteriormente, in un cilindro d'ottone, e un semplice tappo funge da otturatore.
- 1877 – L'anglo-americano Eadweard Muybrudge esegue la prima serie di fotografie di soggetti in movimenti, riuscendo in tal modo a bloccarne e ad analizzarne le varie fasi e ponendo direttamente le basi per quelli che saranno i futuri sviluppi della cinematografia.[29]
- 1888 – Lo statunitense George Eastman mette in produzione la prima fotocamera portatile destinata al grande pubblico.[29] È una cassettina in legno di dimensioni contenute; il fuoco è fisso e ha un solo tempo di otturazione, comunque sufficiente per ottenere fotografie istantanee, senza più la necessità di tenere i soggetti in posa: «Voi premete il bottone, noi facciamo il resto».[29]

##### La litografia e la cromolitografia
La litografia è un sistema di stampa con matrice piana, da cui anche il termine di "stampa planografica". Nei primi anni del XIX secolo, la litografia divenne popolare grazie ad artisti come Delacroix e Daumier. Gli stampatori trovarono il processo adatto per creare riproduzioni in bianco e nero di mappe, spartiti, e illustrazioni. 
- 1796-1798 – Aloys Senefelder inventa la litografia.[26] Originariamente, per eseguire delle litografie si utilizzavano come matrici delle pietre di calcare perfettamente levigate. Mentre la pietra era ancora asciutta si segnavano su di essa con dell'inchiostro grasso o con una matita quelle parti del disegno che dovevano essere colorate. La pietra veniva quindi bagnata, ma l'acqua aderiva solo a quelle parti che erano prive di grasso. Quando poi il rullo inchiostratore veniva fatto passare sulla pietra, solo le parti già ingrassate trattenevano l'inchiostro mentre non ne rimaneva alcuna traccia ove la pietra era bagnata.
- 1805 – La litografia viene introdotta in Italia per opera del trentino Giovanni Dall'Armi.[26]
- 1837 – La stampatore francese Godefroy Engelmann brevetta un processo chiamato cromolitografia.[6] La litografia a colori, o cromolitografia, diverrà estremamente popolare[30], con stampe in edizioni deluxe contenenti circa trentadue pietre di differenti colori e tinte. Forse gli esempi più drammatici di cromolitografia sono i poster pubblicitari stampate con grandi pietre litografiche durante la seconda metà del secolo. Fra i più conosciuti designer di poster ci sono gli artisti francesi Jules Cheret, Eugène Grasset, Thèophile Steinlen, Alphonse Mucha, e Henri de Toulouse-Lautrec. In Inghilterra, William Nicholson e James Pryde lavorano in anonimato sotto il singolo nome dei Begarstaff Brothers. I designer americani di punta sono Louis Rhead, Edward Penfield, Will Bradley, Maxfield Parrish, e Ethel Reed.
- 1880 – Intorno al 1840 vengono effettuati i primi tentativi per rendere automatico il torchio litografico, ma le vere e proprie macchine da stampa litografica a cilindro appaiono verso quest'anno; la loro evoluzione porterà alla stampa offset, in cui l'impronta della matrice viene trasferita sul foglio di carta tramite un interposto cilindro rivestito di caucciù.[26]

Lo Zio Sam, una delle cromolitografie più famose della storia.

#### L'Arts and Crafts Movement
L'Arts and Crafts Movement fu un movimento che interessò le arti decorative e l'architettura, che emerse durante gli anni Settanta del XIX secolo in risposta alle condizioni di lavoro disumanizzanti e ai prodotti degradati della Rivoluzione Industriale. Iniziato dal riformatore socialista William Morris (influenzato dalla filosofia di John Ruskin), il movimento abbracciò artisti, architetti, designer, artigiani e scrittori.

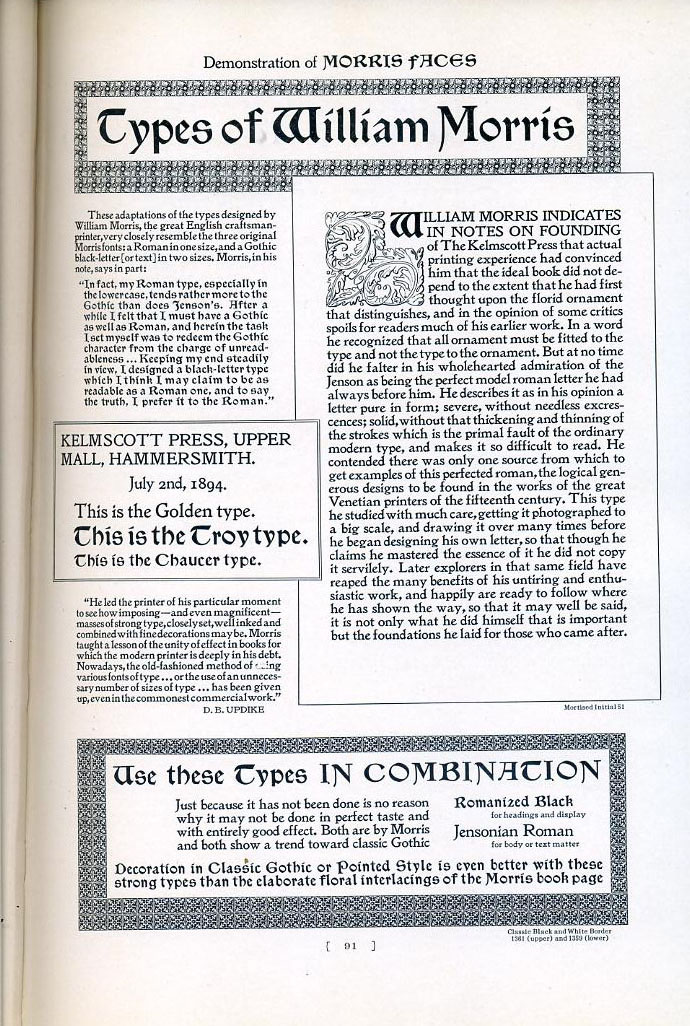
Pagina che mostra diversi tipi di carattere creati da William Morris

- 1840 – A partire dagli anni Quaranta del XIX secolo, la qualità della produzione dei libri peggiora: i libri sono scarsamente progettati, la carta è di inferiore qualità, e il processo di stampa e i tipi di carattere non sono più soddisfacenti.[3] Sembrerebbe che tutto quell'orgoglio che i primi stampatori avevano provato nel loro mestiere, sia stato perso con la meccanizzazione. Il primo passo per reagire a questa situazione fu fatto nel 1844 da William Pickering della Chiswick Press quando decise di impostare The Diary of Lady Willoughby con l'originale tipo Caslon, piuttosto che accettare i tipi di carattere disponibili inglesi poveramente disegnati.
- 1891 – Circa mezzo secolo dopo, William Morris, un leader dell'Art and Crafts Movement, fa il prossimo importante passo. Ispirato dal lavoro della Chiswick Press, e influenzato dai manoscritti medievali e incunaboli, Morris fonda in quest'anno la Kelmscott Press e procede a progettare le proprie font e a stampare libri.[31] Per la sua prima font, Morris nel 1888 aveva considerato l'Eusebius di Nicholas Jenson per ispirarsi e aveva creato dunque una font "Venetian Old Style", che chiamò Golden e che utilizzò per stampare The Golden Legend. Per un'edizione delle opere di Geoffrey Chaucer, Morris aveva progettato una font dal taglio più gotico che chiamò Chaucer. Il lavoro di William Morris è stato di ispirazione per un'intera generazione di designer dalla mente affine. Essi seguirono il suo esempio, fondando la propria stamperia e stampando edizioni limitate di libri raffinati.[31] Questo impegno, oggi noto come il Private Press Movement, portò a un rinnovato interesse nel design dei caratteri, nel design del libro, e nella stampa raffinata. Tutto questo darà i suoi frutti nel secolo successivo.

#### La stampa popolare e l'ascesa degli illustratori
La stampa popolare – romanzi, riviste, e giornali, cioè materiale di interesse di una larga porzione di pubblico – si espanse rapidamente durante il XIX secolo. Poiché crebbe la domanda per materie stampate, così crebbero anche le opportunità per illustratori e artisti di belle arti. In questo periodo, c'era che una minore distinzione fra belle arti e arti commerciali, e come risultato, alcuni degli artisti mondiali di punta, crearono illustrazioni per libri e riviste. Riviste come Harper's Weekly, Leslie's Illustrated Magazine, e The Saturday Evening Post, diedero agli artisti americani l'opportunità di illustrare storie ed eventi attuali. Alcuni degli artisti che guadagnarono fama attraverso i settimanali, furono Howard Pyle, Windslow Homer, Thomas Nast, e Frederic Remington.
Prima dell'età vittoriana, i paesi occidentali avevano la tendenza a considerare i bambini come piccoli adulti. I vittoriani svilupparono un atteggiamento più sensibile, e questo fu provato dallo sviluppo di toy books, libri con immagini a colori per bambini in età prescolare. Diversi artisti inglesi produssero libri ben progettati e illustrati, con un uso sobrio del colore, definendo un approccio alla grafica per bambini che è ancora in uso oggi. Fra questi: Walter Crane, Randolph Caldecott e Kate Greenaway.
- 1808 – Nasce Honoré Daumier, che è noto per aver satirizzato la vita borghese nelle stampe dei quotidiani.[32]
- 1828 – Durante quest'anno, diciannove litografie di Eugène Delacroix illustrano la traduzione del Faust, edita dal Motte.[33]
- 1832 – Grandville crea un mondo fantastico di animali e macchine per la rivista Le Charivari.[34]
- 1836 – In Inghilterra, Charles Dickens accoglie in servizio George Cruikshank e Habelot Browne, meglio conosciuto come Phiz.[35][36]
- 1847 – Da quest'anno fino al 1854, Gustave Doré esegue svariate caricature e litografie. Nel 1852 fa illustrazioni di libri per incarico di Paul Lacroix e dà inizio a un'attività vastissima e fortunata, che fa di lui uno degli illustratori più celebrati in Europa: la Divina Commedia (1861), il Don Chisciotte (1862), la Bibbia (1864), il Paradiso perduto (1865), ecc.[37]
- 1851 – Muore John James Audubon, famoso per le sue acquetinte che ritraggono uccelli e mammiferi americani.[38]
- 1865 – Lewis Carroll si rivolge al talento di Sir John Tenniel per illustrare Alice's Adventures in Wonderland e successivamente, Through the Looking Glass.[39] Altri illustratori inglesi degni di nota furono Charles Keane, George Du Maurier, e Aubrey Beardsley. Alcuni di questi artisti ottennero la propria prima fama per i loro contributi a Punch, The London Illustrated News e The Yellow Book.

#### La nascita della pubblicità

Il logotipo della Coca-Cola è un'opera di Frank Mason Robinson, che lo creò nel 1885

Gli Stati Uniti, come l'Inghilterra e altre nazioni industrializzate, sperimentarono gli effetti drammatici della seconda rivoluzione industriale. Con la crescita della produzione e del commercio, ci fu una rapida espansione nella demografia e nella domanda di lavoratori che sapessero leggere e scrivere. Con l'aumento dell'alfabetizzazione, aumentò anche l'interesse per materie di lettura più variegate. Questo bisogno fu accolto da una vasta tipologia di stampe popolari, cioè quotidiani, riviste illustrate, romanzi economici, e dalla fine del secolo, strisce a fumetti. I produttori realizzarono in fretta che la stampa popolare era il veicolo perfetto per vendere i prodotti alle masse. Da qui crebbe una nuova professione: l'advertising (in italiano "pubblicità"). Con la domanda crescente di materie stampate, fu anche mossa una costante pressione ai compositori tipografici per meccanizzare le proprie operazioni, che non erano cambiate dai tempi di Gutenberg. Il bisogno fu sentito particolarmente nell'industria dei giornali, dove un gran numero di tipi dovevano essere impostati in brevi periodi di tempo.

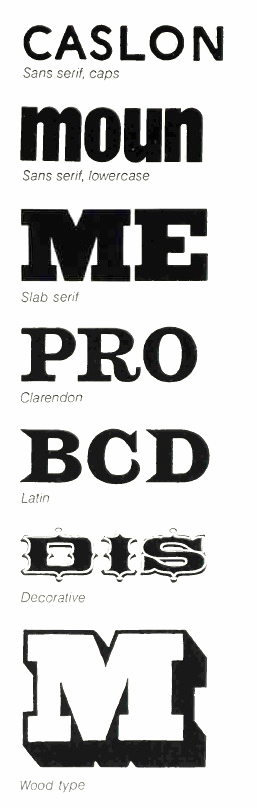
Tipi di carattere utilizzati nelle pubblicità nel XIX secolo

Con il trascorrere del secolo, la pubblicazione dei libri perse la propria supremazia, passandola alla stampa di giornali, periodici, cataloghi, volantini, e altri materiali pubblicitari. Con questo spostamento, crebbe la domanda di font che attraessero l'attenzione del lettore per vendere prodotti e servizi. Molte delle font che esistevano allora erano state create per i libri. Erano generalmente tranquille e non intrusive – esattamente l'opposto di quanto ora era richiesto. Gli inserzionisti volevano delle font che fossero nuove, grandi e appariscenti. I designer tipografici accettarono la sfida, producendo il più feroce assortimento di font mai visto – da condensed a expanded, da semplici a elaborati.
La pubblicità tentò di risolvere un grande problema generato dalla rivoluzione industriale – portare i prodotti fuori dagli scaffali. A differenza della pratica preindustriale di fare prodotti personalizzati, con la rivoluzione industriale i prodotti erano già pronti per essere venduti nei negozi senza uno specifico compratore in mente. Doveva essere fatta una richiesta per tutti i nuovi prodotti che sarebbero usciti dalle fabbriche. Sempre più persone impararono a leggere, e venne perciò naturale vendere beni attraverso pubblicità piazzate nelle stampe popolari e negli elenchi commerciali. Da qui crebbe la prima advertising agency.
- 1841 – Nei primi anni del XIX secolo, comprare degli spazi in giornali e riviste, era una pratica comune per individui e ditte interessate a posizionare pubblicità fra le pagine. In quest'anno, Volney B. Palmer ha la brillante idea di comprare lo spazio all'ingrosso e dopo venderlo al dettaglio, creando la prima agenzia pubblicitaria americana.
- 1869 – Ma la prima agenzia più importante prende avvio a Philadelphia, quando Francis Wayland Ayer, un giovane insegnante di scuola che aveva lasciato il college a causa di problemi economici, fonda la propria nel 1869 all'età di 21 anni.[40] Piuttosto che utilizzare il proprio nome, Francis chiama l'agenzia con quello di suo padre, Nathan Wayland Ayer, sperando che i propri clienti siano un po' più sicuri di fare affari con un uomo così giovane. Quella della N. W. Ayer & Son è stata una storia di successo nel XIX secolo. L'agenzia inizierà lentamente a vendere spazi in un gruppo di settimanali religiosi, e in seguito crescerà velocemente e prospererà. N. W. Ayer & Son fu la prima agenzia che rappresentasse gli interessi degli inserzionisti piuttosto che quelli delle pubblicazioni, comprando gli spazi per i propri clienti e chiedendo una commissione fissa, un sistema ancora in uso oggi. Fu anche la prima agenzia ad assumere copywriters e art directors, a fare ricerche di mercato, e a istituire un dipartimento di pubbliche relazioni.

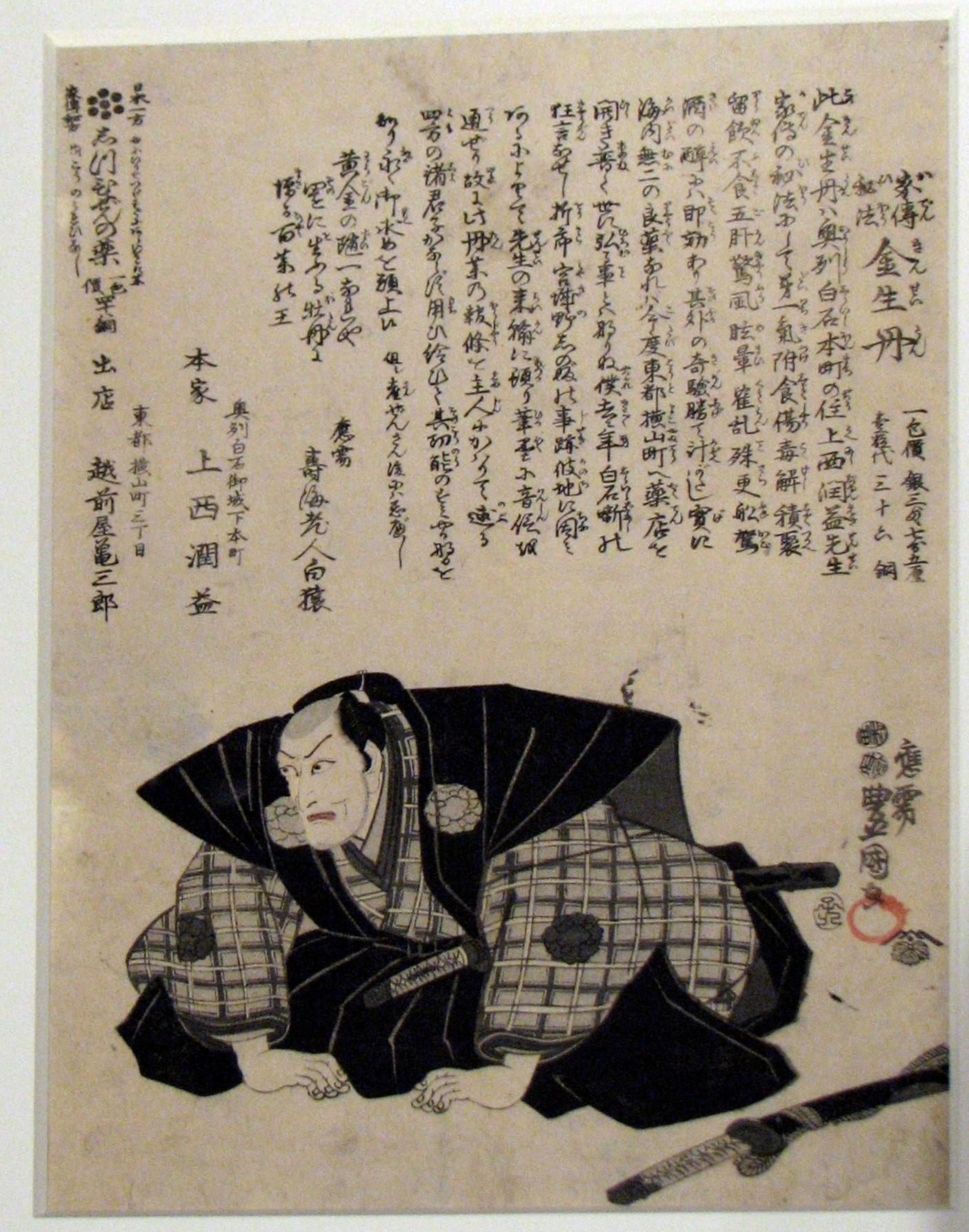
Questo volantino pubblicitario del 1806 è per una medicina tradizionale chiamata Kinseitan. Esposto nell'Edo Tokyo Museum.
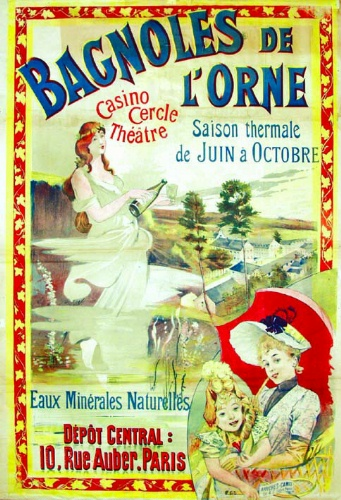
Questo è un poster pubblicitario del XIX secolo per i bagni idroterapeutici di Bagnoles de l'Orne (Francia).
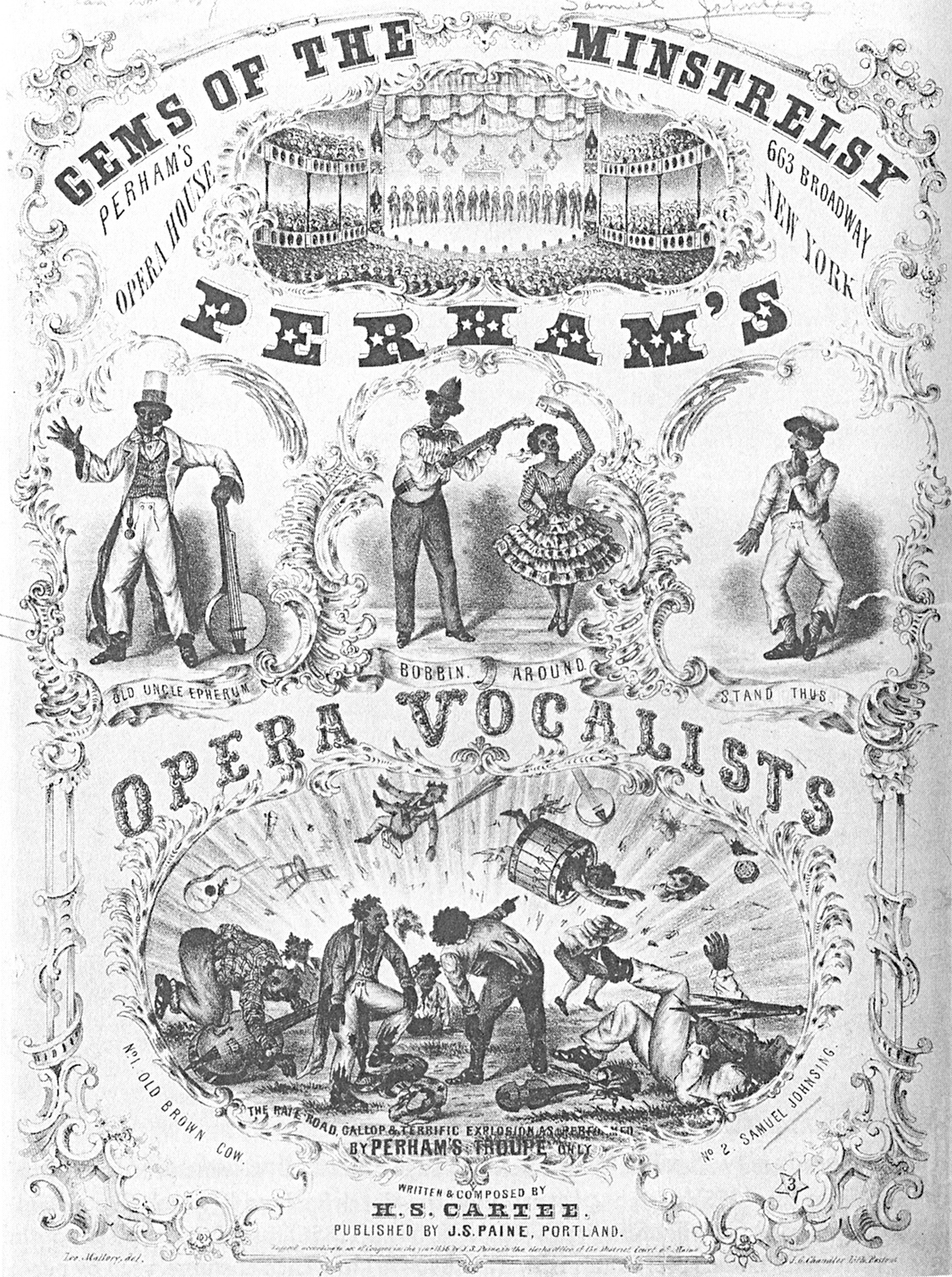
Questa è una locandina per la Perham's Opera Vocalists, 1856.
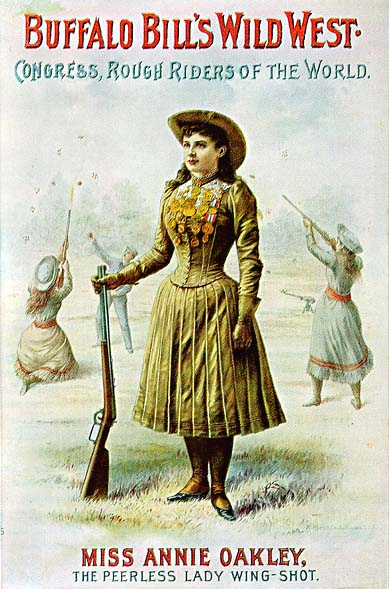
Questo poster della seconda metà degli anni Ottanta del XIX secolo pubblicizza il Buffalo Bill's Wild West Show.

#### I protagonisti
I più importanti protagonisti delle arti grafiche di questo periodo sono: John Baskerville (1706-1775), Thomas Bewick (1753-1828), Giambattista Bodoni (1740-1813), William Bowyer (1663-1737), William Caslon (1692-1767), Firmin Didot (1764-1836), François-Ambroise Didot (1730-1804), Brian Donkin (1768-1855), Henry Fourdrinier (1766-1854), Sealy Fourdrinier (d. 1847), Pierre-Simon Fournier (1712-1768), Benjamin Franklin (1706-1790), Nicholas Louis Robert (1761-1828), Aloys Senefelder (1771-1834), John James Audubon (1780-1851), Richard Austin (fi. 1788), Aubrey Beardsley (1872-1890), John Bell (1745-1831), Linn Boyd Benton (1844-1932), Will Bradley (1868-1962), Habelot Browne (Phiz) (1815-1882), William Bullock (1813-1867), William Bulmer (1757-1830), Jules Cheret (1836-1933), George Cruikshank (1792-1877), Louis Jacques Daguerre (1789-1851), Theodore Lowe De Vinne (1828-1914), Gustave Doré (1832-1883), William Henry Fox Talbot (1800-1877), Charles Dana Gibson (1867-1944), Bertram G. Goodhue (1869-1924), Grandville (1803-1847), Eugène Grasset (1841-1917), Richard Hoe (1812-1886), Charles Keane (1823-1891), Frederich Koenich (b. 1833), Tolbert Lanston (d. 1913), William Martin (d. 1810), George Du Maurier (1834-1896), Ottmar Mergenthaler (1854-1899), William Morris (1834-1896), Alphonse Mucha (1860-1939), Thomas Nast (1840-1902), William Nicholson (1872-1949), Maxfield Parrish (1870-1966), Edward Penfield (1866-1925), William Pickering (1796-1854), James Pryde (1866-1941), Howard Pyle (1835-1911), Ethel Reed (1876-1898), Frederick Remington (1861-1909), Louis Rhead (1857-1926), Lord Stanhope (1753-1816), Theophile Steinlen (1859-1923), John Tenniel (1820-1914), Darius Wells (1800-1875).

## Storia della grafica dal XX secolo a oggi

### Introduzione (1900-1920)

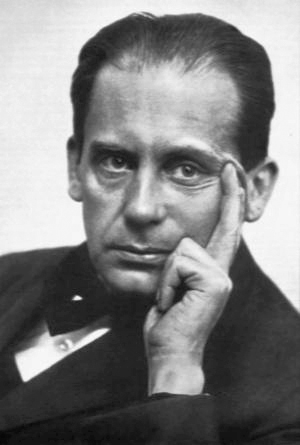
Walter Gropius nel 1920

Sebbene i primi vent'anni del XX secolo siano stati un periodo di creatività senza pari nelle belle arti, essi mostrano davvero pochi effetti immediati nel graphic design. Questo era particolarmente vero negli Stati Uniti, dove i designer erano principalmente concentrati nel migliorare il design del libro e nel creare migliori caratteri; stavano continuando l'impegno intrapreso da William Morris e dai suoi seguaci americani.
Un interessante precursore della scuola del Bauhaus, fu il Deutscher Werkbund, fondato nel 1907 da critici del design, architetti, e rappresentati dell'industria. Una figura portante era Hermann Muthesius, uno scrittore del campo del design grandemente influenzato dall'Arts and Crafts Movement inglese. L'obiettivo del Deutscher Werkbund era di ravvicinare le arti, i mestieri e l'industria, in modo da produrre prodotti disegnati meglio e più funzionali. Fra i primi membri, vi erano Peter Behrens e Walter Gropius: il secondo avrebbe fondato il Bauhaus nel 1919 e messo in pratica i principi del Deutscher Werkbund. Peter Behrens iniziò la propria carriera progettando nello stile Art Nouveau. Il suo primo maggiore incarico lo trovò alla AEG, la più grande manifattura elettrica tedesca: iniziò a disegnare le grafiche, in seguito andò a progettare i prodotti, e per questo possiamo considerarlo ad oggi un primo industrial designer. Più tardi, Behrens divenne un architetto della AEG, responsabile della progettazione di molti dei suoi edifici. Alcuni degli architetti di punta del secolo ricevettero la loro prima formazione nel suoi ufficio: Gropius, Ludwig Mies van der Rohe, e Le Corbusier.
Il maggiore contributo alle arti grafiche fu il lavoro eseguito dai designer della Secessione viennese. Questo lo possiamo riscontrare nei poster affissi nelle mostre della Secessione e nella loro rivista, Ver Sacrum ("Primavera Sacra"), pubblicata dal 1898 fino al 1903. Ver Sacrum fu una pubblicazione di lusso che permise grafiche sperimentali. La rivista ambiva all'unità degli elementi che la componevano, includendo le pubblicità. I primi poster secessionisti riflettono una forte influenza Art Nouveau, mentre quelli successivi mostrano l'influenza della Glasgow School.

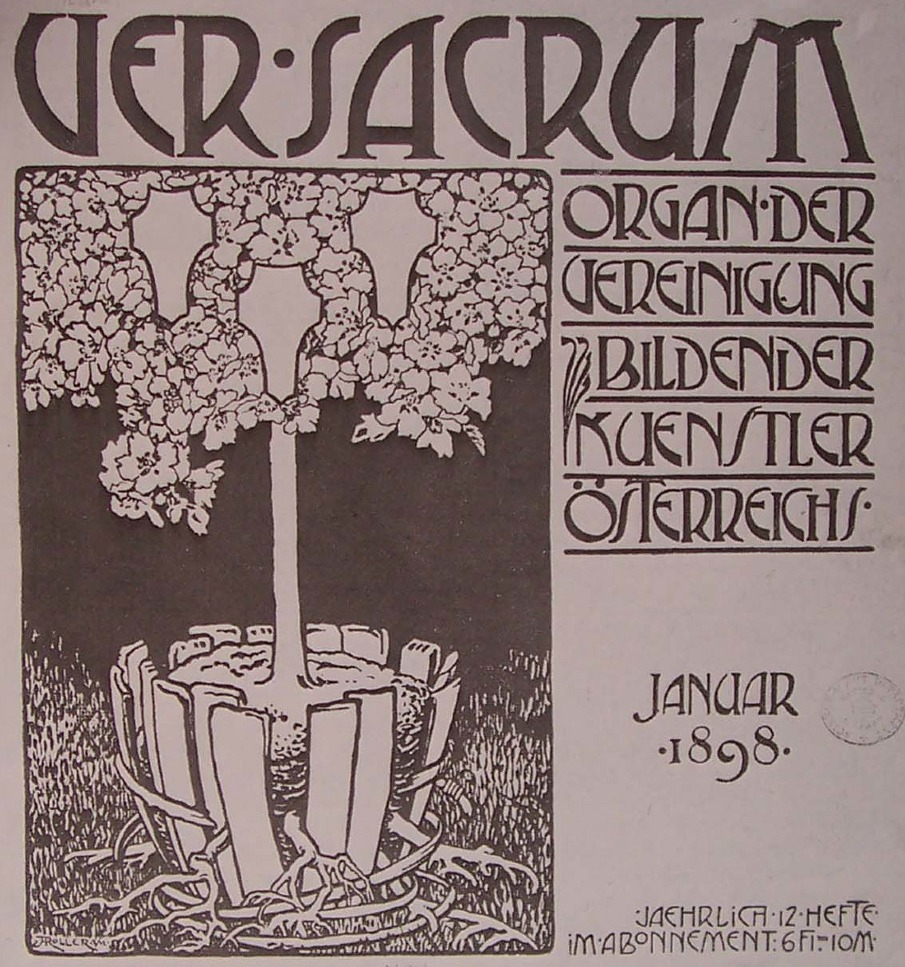
Il magazine Ver Sacrum

La Kelmscott Press di William Morris stimolò l'interesse nella stampa raffinata e incoraggiò altri a stabilire le proprie stamperie private. Sebbene piccole di dimensione e limitate nella produzione, queste stamperie private influenzarono gli editori commerciali e gli stampatori con la loro grande enfasi sui tipi carattere raffinati, sulla carta di alta qualità, e con l'eccellente stampaggio. Fra la stamperie meglio conosciute, si citano Doves Press, Ashendon Press, Vale Press ed Eragny Press. Il designer di tipi di carattere di punta in Inghilterra era Edward Johnston, un grande calligrafo e letterista. Johnston è probabilmente meglio conosciuto per la propria progettazione nel 1916 del primo font moderno sans serif per la Metropolitana di Londra. Il tipo di carattere, chiamato Johnston's Railway Type, è ancora in uso oggi. Johnston è stato anche un insegnante influente, che contava fra i suoi studenti due dei designer di tipi e calligrafi inglesi ben conosciuti: Erig Gill e Alfred Fairbank. Johnston è stato anche l'autore del best seller Writing and Illuminating and Lettering, scritto nel 1906 e ancora oggi in stampa.
Tre designer americani degni di nota, condivisero gli ideali di William Morris: Daniel Berkely Updike, Frederic W. Goudy, e Bruce Rogers. La reputazione di Updike si basava sulla stampa di qualità raffinata di libri nella propria Merrymount Press fuori Boston, e nel suo studio pubblicato in due volumi, Printing Types: Their History, Form and Use. Goudy è ricordato con un prolifico designer di tipi di carattere e stampatore, i cui font sono ancora in uso oggi: Goudy Old Style, Kennerley, Deepdene, e Copperplate Gothic. La fama di Rogers è riposta nella sua reputazione di designer di tipi di carattere e di designer del libro freelance di successo internazionale. Il suo font meglio conosciuto, Centaur, fu disegnato nel 1914.
Al volgere del secolo, la American Type Founders Company deteneva gran parte del controllo della produzione e distribuzione delle fonderie, dei tipi in metallo. Lo chief designer, Morris Fuller Benton, fu responsabile per la produzione di un lungo elenco di libri popolari e tipi di carattere. Fra quelli più conosciuti ci sono: Alternate Gothic, Broadway, ATF Bulmer, Clearface, Cloister Old Style, Franklin Gothic, ATF Garamond, Hobo, News Gothic, e Stymie.
Nello stesso periodo, ebbe luogo in America uno sviluppo nella litografia che avrebbe prodotto un effetto vasto e drammatico sull'intera industria della stampa. Nel 1905, Ira Rubel fece esperimenti con una nuova tipologia di pressa litografica, nella quale la pietra piatta era rimpiazzata da una sottile lastra di zinco avvolta attorno ad un cilindro. Piuttosto che essere stampata direttamente sulla carta, l'immagine veniva prima trasferita a un secondo cilindro coperto di gomma, che girando la stampava (offset), su un terzo cilindro che teneva la carta. Fra i maggiori vantaggi della litografia offset vi erano una più facile preparazione della pressa e un aumento nella velocità; tuttavia, sarà necessario un altro mezzo secolo affinché questa tecnica sostituisca la rilievografia come più importante processo di stampa.

### Il graphic design tra le Guerre (1920-1940)

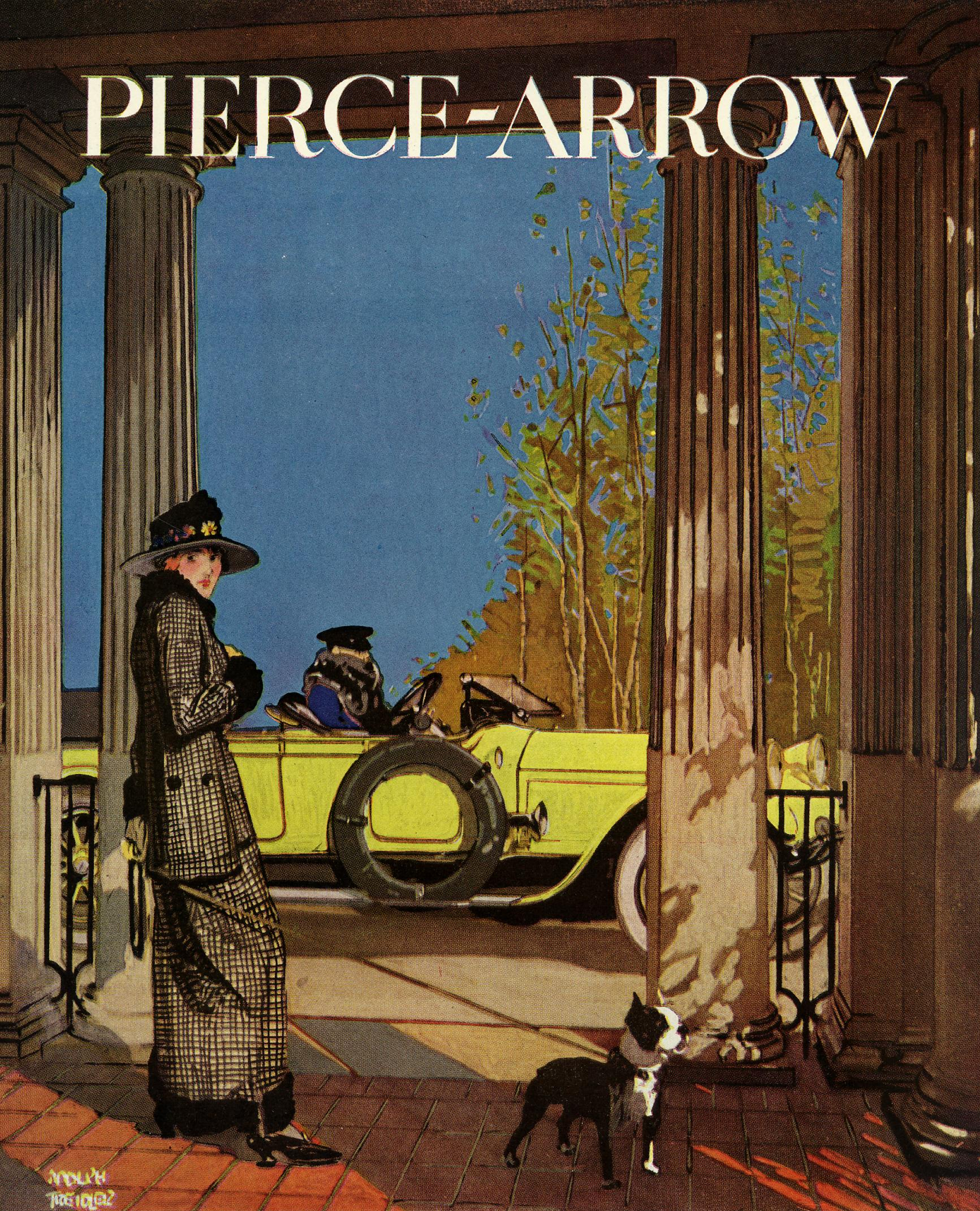
Pubblicità della Pierce-Arrow, nel magazine Life, 1919
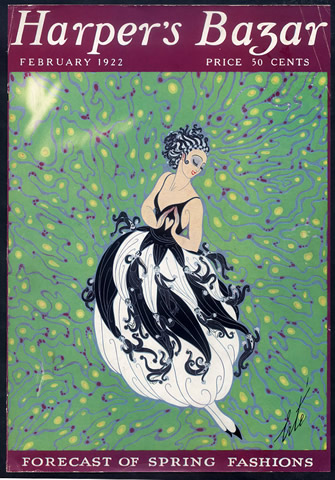
Copertina di Erté per l'Harper's Bazar, febbraio 1922
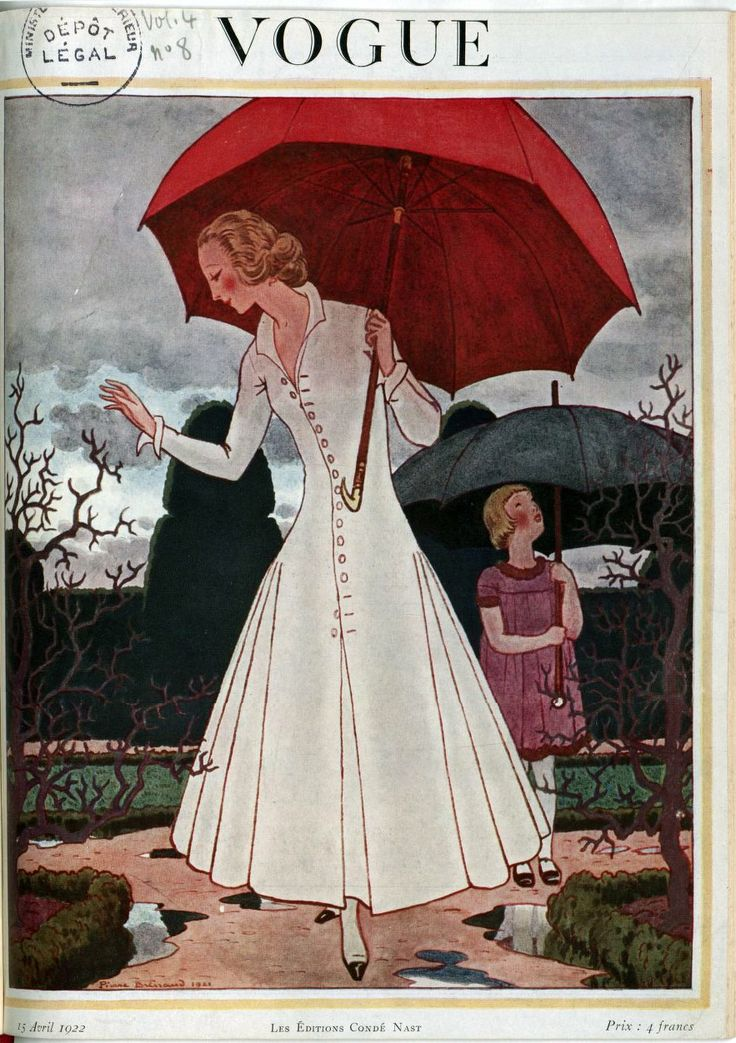
Copertina del magazine Vogue, aprile 1922
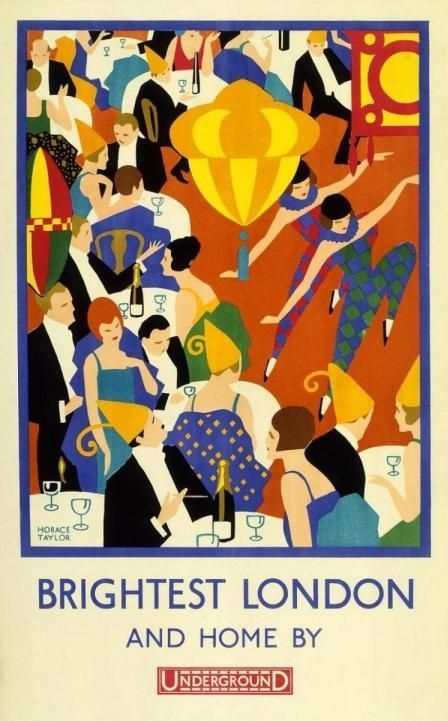
La London Underground Electric Railway Company Ltd. pubblicò questo poster nel 1924
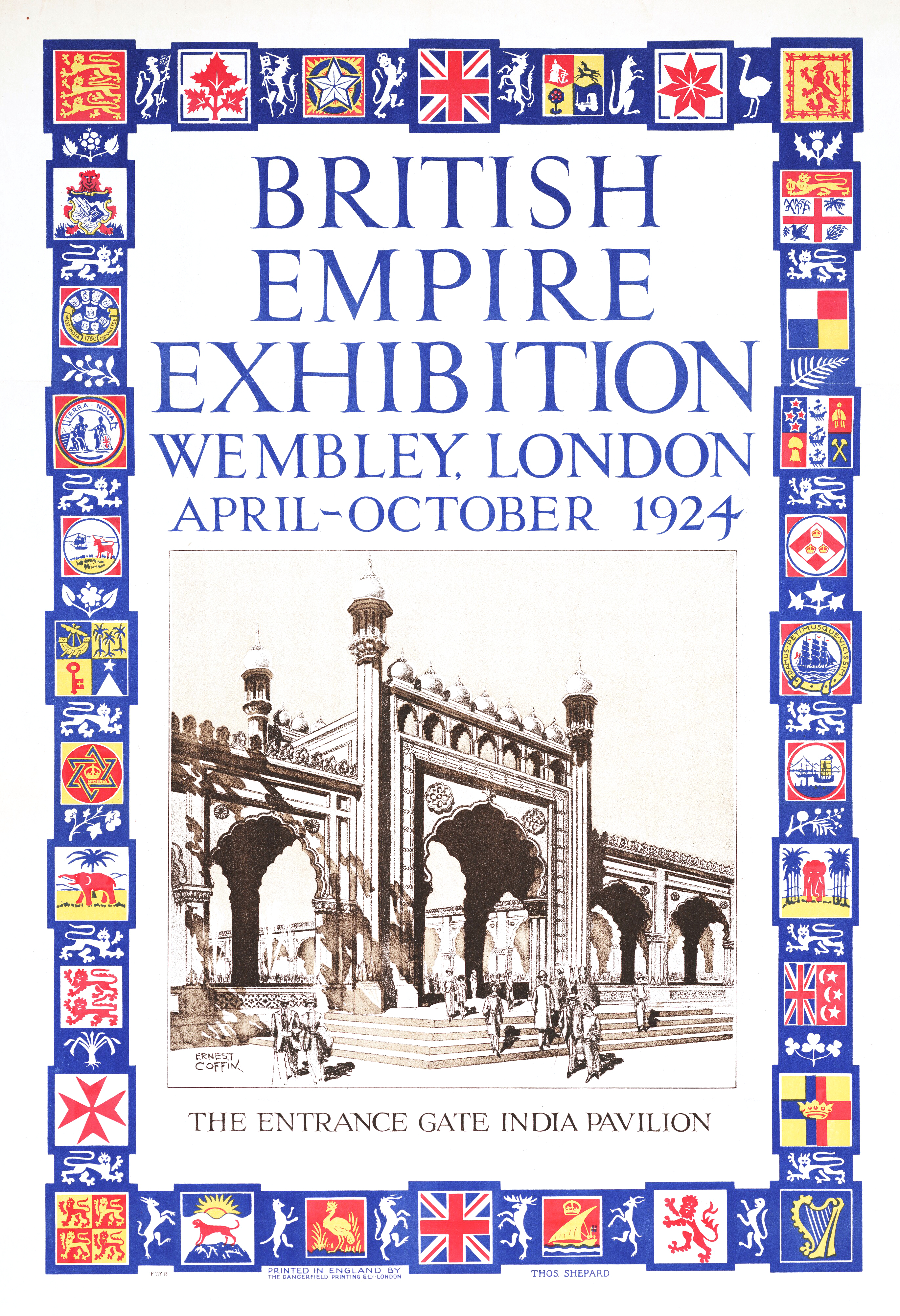
British Empire Exhibition, Wembley, Londra, aprile-Ottobre 1924
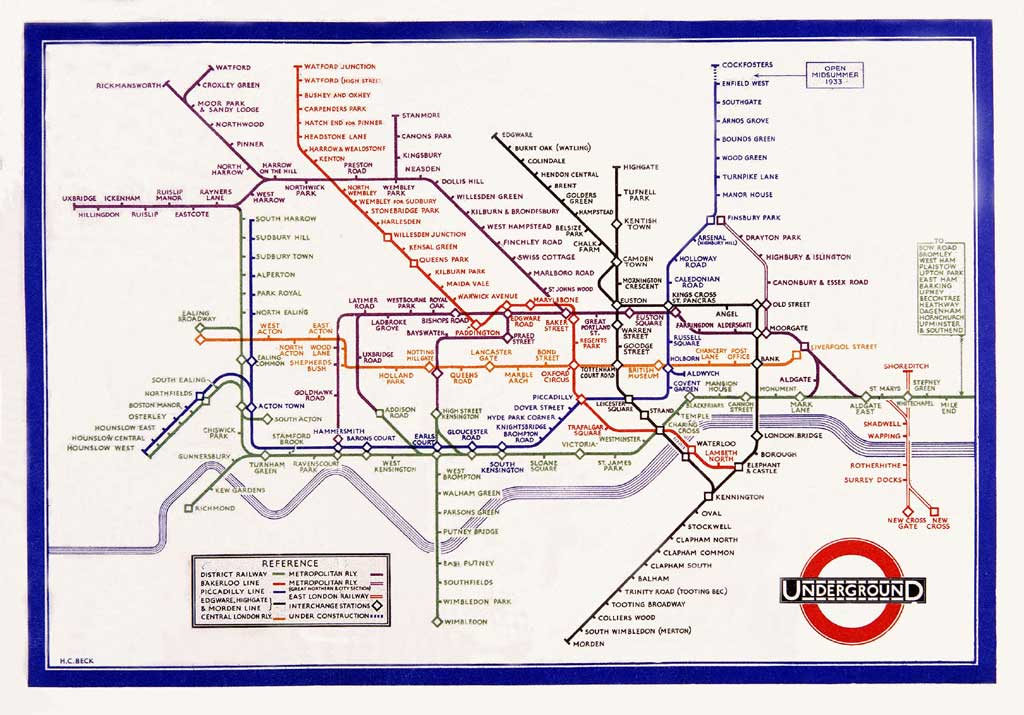
Mappa della metropolitana di Londra ideata da Harry Beck nel 1932

#### Il Bauhaus e laNeue Typographie
Fu la Germania degli anni Venti a rivoluzionare in modo preponderante il graphic design durante il XX secolo. L'architetto Walter Gropius ne fu largamente responsabile. Nel 1919 fu invitato dal gran duca di Weimar per integrare l'accademia di belle arti locale con la scuola delle arti e dei mestieri. La nuova istituzione fu chiamata Das Staatliche Bauhaus Weimar, o più semplicemente, il Bauhaus. Tra le menti più creative e raffinate del tempo, Gropius reclutò Paul Klee, Wassily Kandinsky, Lionel Feininger, Johannes Itten, Oskar Schlemmer, Laszlo Moholy-Nagy, Josef Albers, Marcel Breuer, e Herbert Bayer. Mettendo in pratica le proprie teorie, la facoltà del Bauhaus creò libri innovativi, poster, cataloghi, mostre, e tipi di carattere.
Dopo la chiusura del Bauhaus, la facoltà e gli studenti si dispersero per l'Europa e l'America, diffondendo la filosofia del Bauhaus. Sebbene esso sia esistito solo per quarant'anni, la sua filosofia e i suoi metodi di insegnamento ebbero un grande impatto nel design del XX secolo. Uno dei suoi più importanti obiettivi era di unificare l'arte e l'industria. I designer del Bauhaus credevano che la macchina fosse capace di produrre oggetti, piacevoli esteticamente, in egual modo a quelli fatti a mano. Perciò, il designer doveva avere una formazione sia teoretica sia tecnica. Agli studenti non erano solo insegnate le discipline tradizionali del graphic design, per esempio il lettering e il layout, ma dovevano anche saper maneggiare le ultime innovazioni nelle tecnologie della fotografia, della composizione dei caratteri tipografici e della stampa. Sebbene sia comune nelle scuole d'arte odierne, questo approccio a quei tempi era radicalmente nuovo.
Mentre il Bauhaus fece molto per rivoluzionare il graphic design, vi furono molti singoli che apportarono grandi contributi. Jan Tschichold è stato il profeta della Neue Typographie; sebbene non affiliato con il Bauhaus, egli fece molto più di chiunque altro per influenzare la tipografia moderna, attraverso i suoi lavori e i suoi scritti.

#### Graphic design in Italia

Il wordmark Olivetti

Adriano Olivetti, il figlio del fondatore dell'omonima azienda di fama internazionale di macchine da scrivere e industriali, decise di creare ciò che oggi chiamiamo un corporate design program.
Nel 1933, Olivetti assunse un laureato del Bauhaus, Xanti Schawinsky, in qualità di graphic designer, e tre anni dopo nominò Giovanni Pintori per supervisionare ogni aspetto della progettazione: grafica, del prodotto, e l'architettura. Insieme crearono poster straordinari, grafiche aziendali, e la prima macchina da scrivere "stilizzata".
Schawinsky lasciò la Olivetti nel 1936 e andò in America, dove insegnò al Black Mountain College con Joseph Albers. Pintori vi rimase per trentun'anni, durante i quali l'azienda raggiunse una certa reputazione internazionale per l'eccellenza nella progettazione grafica e industriale.
Fra le altre aziende influenzate dall'esperimento di Olivetti, ci furono la Container Corporation of America, IBM, Knoll International, CBS e Xerox.

#### Nuovi tipi di carattere in Inghilterra

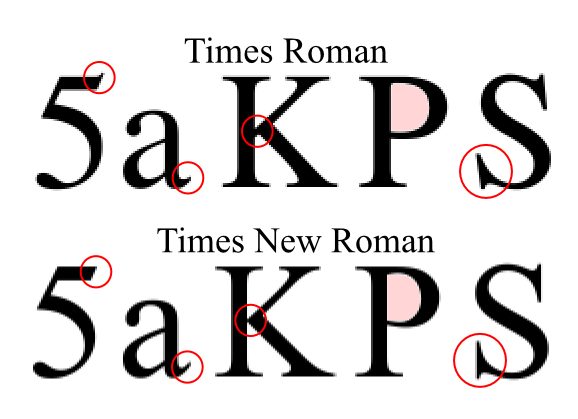
Raffronto tra due similari caratteri di stampo classico, con grazie differenti.

Una figura di rilievo nel graphic design inglese fu Stanley Morison, che nel 1922 divenne consulente tipografico alla English Monotype Corporation. Uno dei suoi primi sforzi fu di migliorare la qualità della libreria di tipi di carattere, commissionando nuovi caratteri e ritagliando i più vecchi. Uno dei tipi di carattere di maggior successo fu il Times New Roman, che fu progettato da Morison per l'uso esclusivo nel Times di Londra nel 1930. Egli servì inoltre come editore del The Fleuron, un giornale tipografico molto influente. Fu un consulente presso la Cambridge University Press e l'autore dell'opera First Principles of Typography.
Il designer inglese di punta del tempo però era Eric Gill, un uomo dall'indole rinascimentale, che praticava la scultura, il taglio di iscrizioni, l'incisione coi blocchi di legno, la stampa, la calligrafia, e il design dei tipi. Egli scrisse con buon senso su molti degli argomenti sopracitati, ed è meglio conosciuto oggi per tre popolari tipi di carattere: Perpetua, Joanna, e Gill Sans Serif.
Uno dei più innovativi progettisti di poster che lavorava in Inghilterra era Edward McKnight-Kauffer, un americano espatriato. Fra i suoi lavori meglio conosciuti, vi erano una serie di poster per la London Underground Transport, Shell Oil, e le British Railways. McKnight-Kauffer ritornò in America allo scoppio della Seconda Guerra Mondiale, dove continuò la propria carriere lavorando per clienti come CCA, American Airlines e il New York Times.

#### Graphic design in America
In generale, il graphic design in America tra le due Guerre non fu particolarmente innovativo, Allarmato dalla Rivoluzione Russa, il pubblico americano divenne sospettoso di tutti i movimenti artistici rivoluzionari o d'avanguardia europei. Molti movimenti, con l'eccezione dell'Art Déco, ebbero un effetto minimo sul graphic design europeo. Si dovettero attendere gli anni Trenta affinché le cose cominciassero a cambiare, quando un piccolo gruppo di designer pionieristici introdusse nuove idee basandosi su concetti propri delle belle arti. La maggioranza di questi designer che guardavano al futuro erano nati e istruiti in Europa ma si fecero notare in America, specie a New York, che era allora il centro mediatico. Sebbene le loro carriere furono lanciate negli anni Trenta, ci vollero anni, prima che il loro lavoro fosse riconosciuto da un ampio pubblico. Stiamo parlando di M. F. Agha, Herbert Bayer, Lester Beall, Alexey Brodovitch, Will Burtin, William Addison Dwiggins, George Giusti, Gyorgy Kepes, Leo Lionni, Lazlo Moholy-Nagy, Erik Nitsche, Paul Rand, Ladislac Sutnar, Bradbury Thompson.

### Graphic design del secondo dopoguerra (1940-1960)

Poster che incoraggia la partecipazione nella difesa civile durante la Seconda Guerra Mondiale
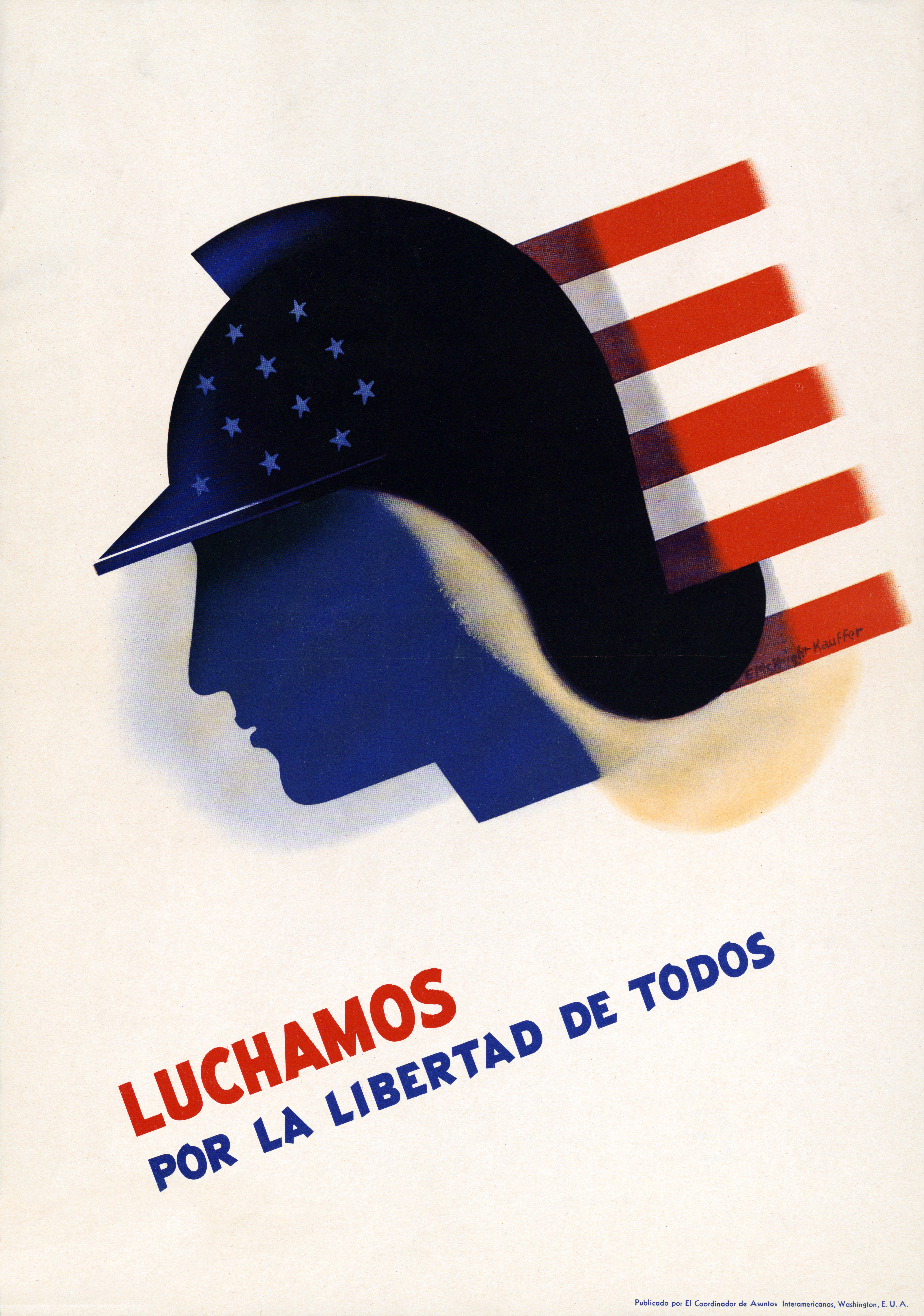
Poster di Edward McKnight-Kauffer per promuovere la solidarietà inter-Americana
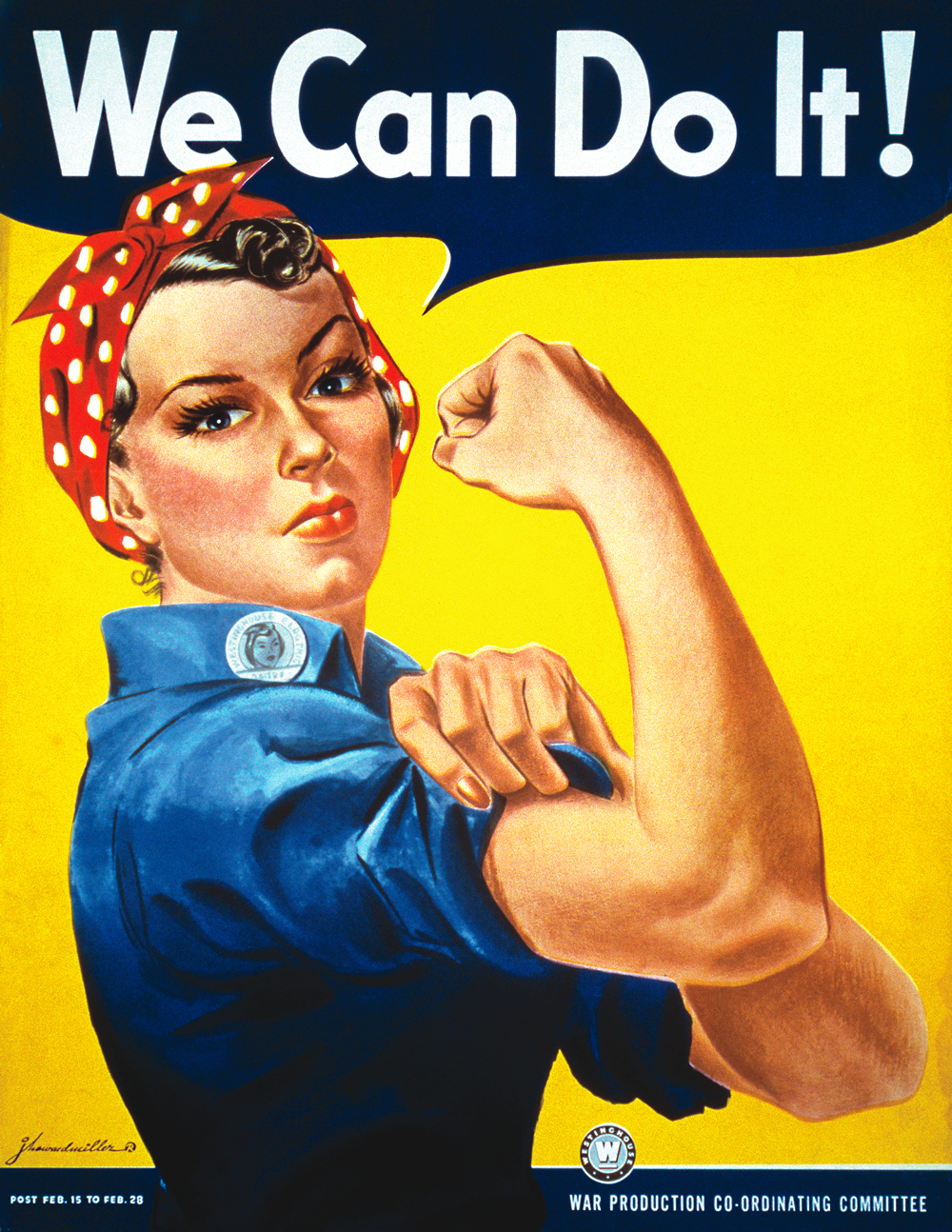
"We Can Do It!" poster per Westinghouse, 1942
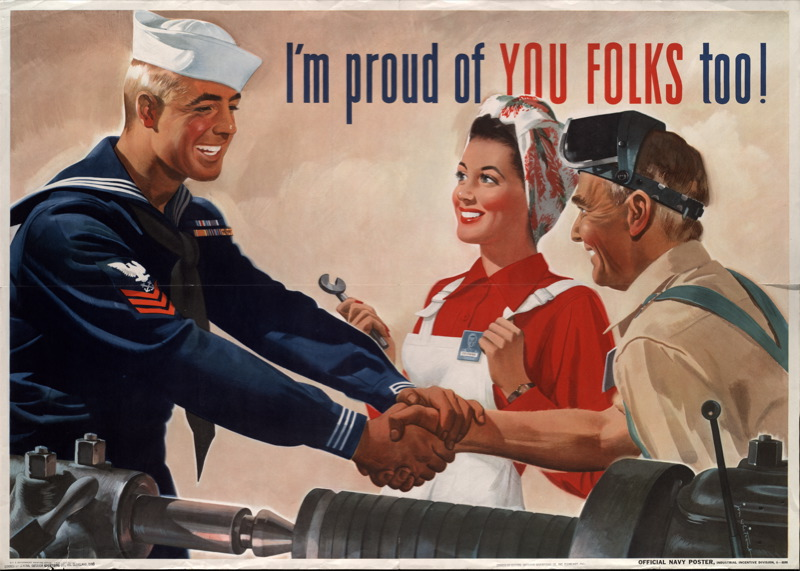
Artista: Jon Whitcomb. Per la U.S. Navy. 1944
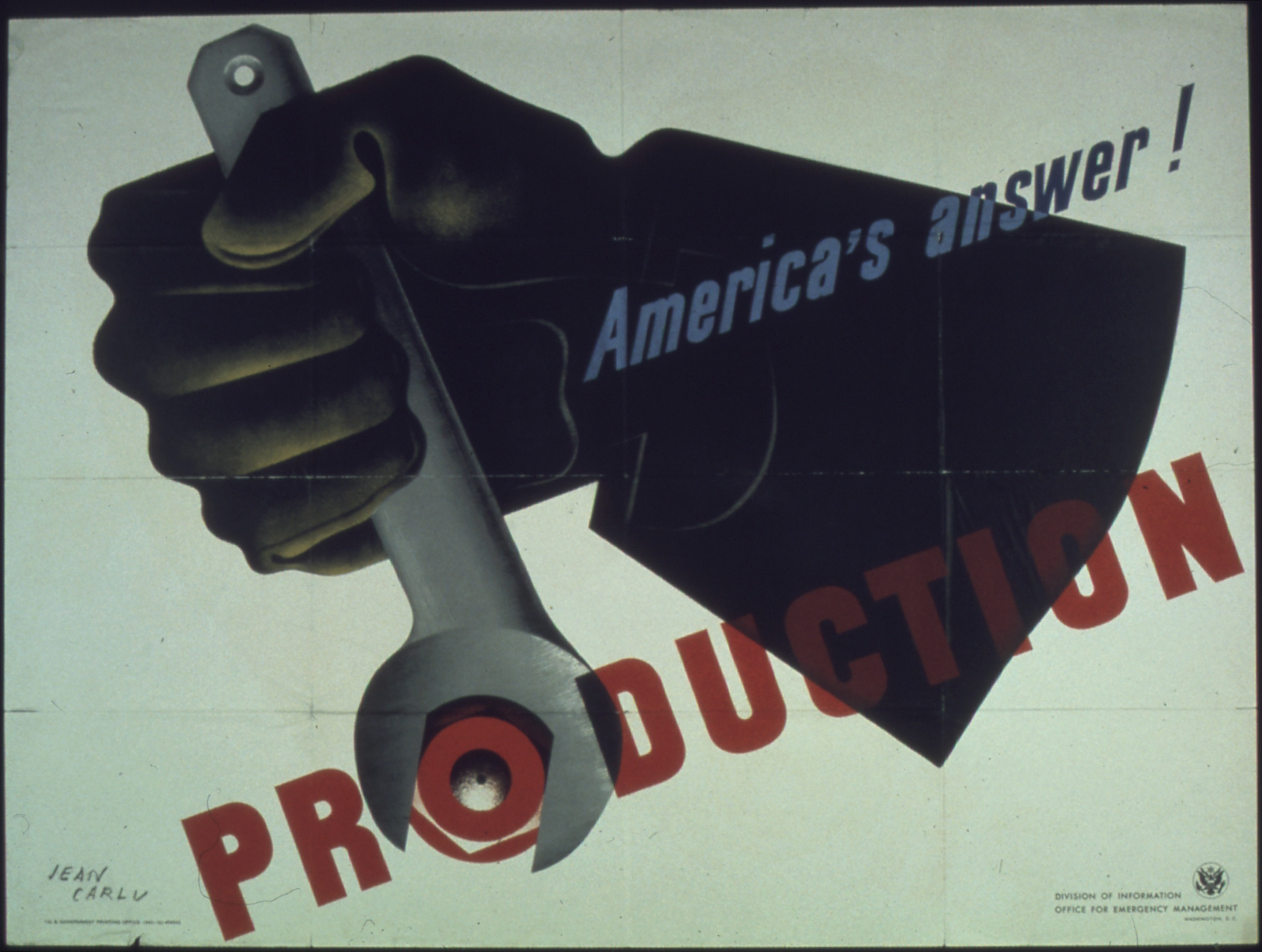
Jean Carlu, poster per l'Office of Emergency Management, 1941

Gli anni del dopoguerra videro un'esplosione di creatività nelle arti grafiche. Fu un momento di ottimismo e sfida, man mano che i designer abbandonavano le soluzioni tradizionali per i nuovi concetti della progettazione grafica. Questo nuovo approccio fu stimolato anche dalla crescente accettazione del pubblico dell'arte moderna, che a sua volta incoraggiava gli editori e i pubblicitari a essere più avventurosi. Il nuovo clima contribuì a una rivoluzione virtuale nel graphic design internazionale, specialmente negli Stati Uniti e in Svizzera.
Gli anni compresi tra il 1940 e il 1960 videro il graphic designer, nato e istruito in America, ottenere preminenza e riconoscimento internazionale. Insieme ai designer prebellici, essi mutarono radicalmente la direzione del graphic design e della pubblicità in America. Un grande fenomeno dell'attività di progettazione ebbe luogo a New York, che, in quanto centro della pubblicità e dell'editoria, attraeva talenti da ogni parte degli Stati Uniti e del mondo.
Tra i graphic designer di quel periodo, si citano Saul Bass, Cipe Pineles, Lou Dorfsman, Gene Federico, Bob Gage, William Bernbach, William Golden, Morton Goldsholl, Allen Hurlburt, Art Kane, Alexander Liberman, Herb Lubalin, Alvin Lustig, Otto Storch.

#### L'International Style
Durante la Prima Guerra Mondiale, la Svizzera divenne un rifugio per i Dadaisti e altri artisti d'avanguardia in cerca di asilo. Con l'inizio della Seconda Guerra Mondiale, la Svizzera fornì ancora una volta protezione per gli artisti e i graphic designer in fuga dall'Europa devastata dalla guerra. Molti si stabilirono nelle città dove si parlava tedesco, come Basilea e Zurigo. Il graphic design in Svizzera era comunque già ben insediato prima della guerra, avendo beneficiato degli esempi del De Stijl, Costruttivismo, il Bauhaus, e i lavori di Jan Tsachichold. Fra i pionieri dei designer svizzeri prebellici, vi erano Ernst Keller, Theo Ballmer, Max Bill, e Emil Ruder. Questi designer furono seguiti da un gruppo di giovani che raggiunsero il successo durante gli anni del dopoguerra: Max Huber, Josef Müller-Brockmann, Armin Hofmann, e Karl Gerstner.
Forse il contributo svizzero più significativo di questo periodo fu l'approccio alla progettazione detto Swiss Style, o in modo più appropriato, International Style. Le maggiori caratteristiche dell'International Style sono l'uso di una griglia, di tipi di carattere sans serif, la disposizione asimmetrica degli elementi di progetto, e la preferenza di testo non giustificato. Questo approccio all'organizzazione impartisce un forte senso di logica e ordine. L'etica progettuale svizzera fu diffusa nel mondo da pubblicazioni come Graphis, fondata nel 1944, e New Graphic Design, pubblicata da Müller-Brockmann, fra altri, 1959.

#### La litografia offset prende il sopravvento
Con la conclusione della Seconda Guerra Mondiale, le stamperie iniziarono a perdere la supremazia sull'industria della stampa. Per la prima volta dai tempi di Gutenberg, un altro procedimento di stampa, la litografia offset (photooffset lithography), cominciò a dominare. Il vantaggio dell'offset è la flessibilità: invece di dare alla stampante un layout da seguire, il designer è responsabile della creazione di un "meccanico", o "menabò", fotografandolo e inserendolo nel piatto di stampa. Poiché tutto è fatto fotograficamente, il designer ha piena libertà e controllo sul progetto del pezzo stampato.

### Età della giovinezza, del cambiamento, dello spazio (1960-1980)

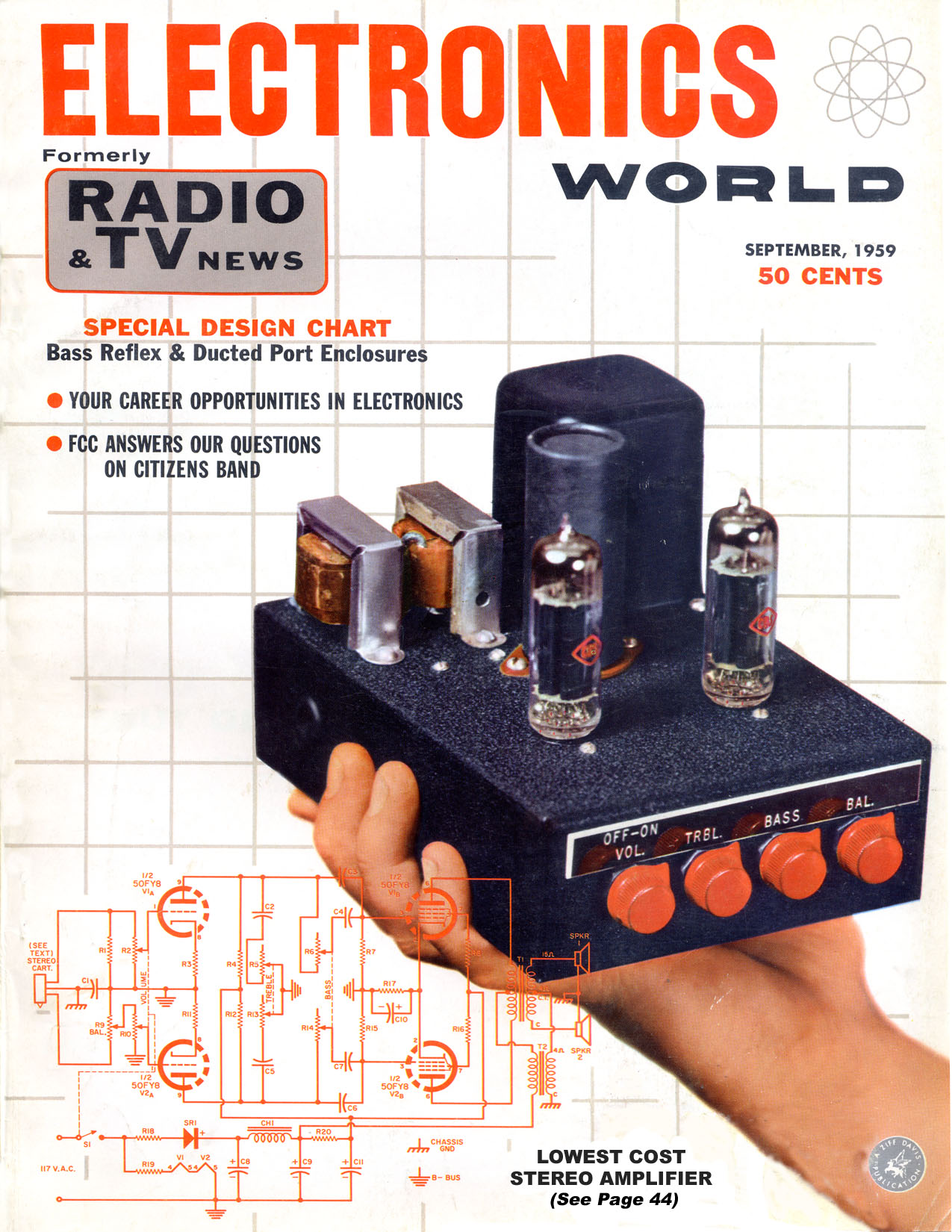
Electronics World, Volume 62 Numero 3, settembre 1959
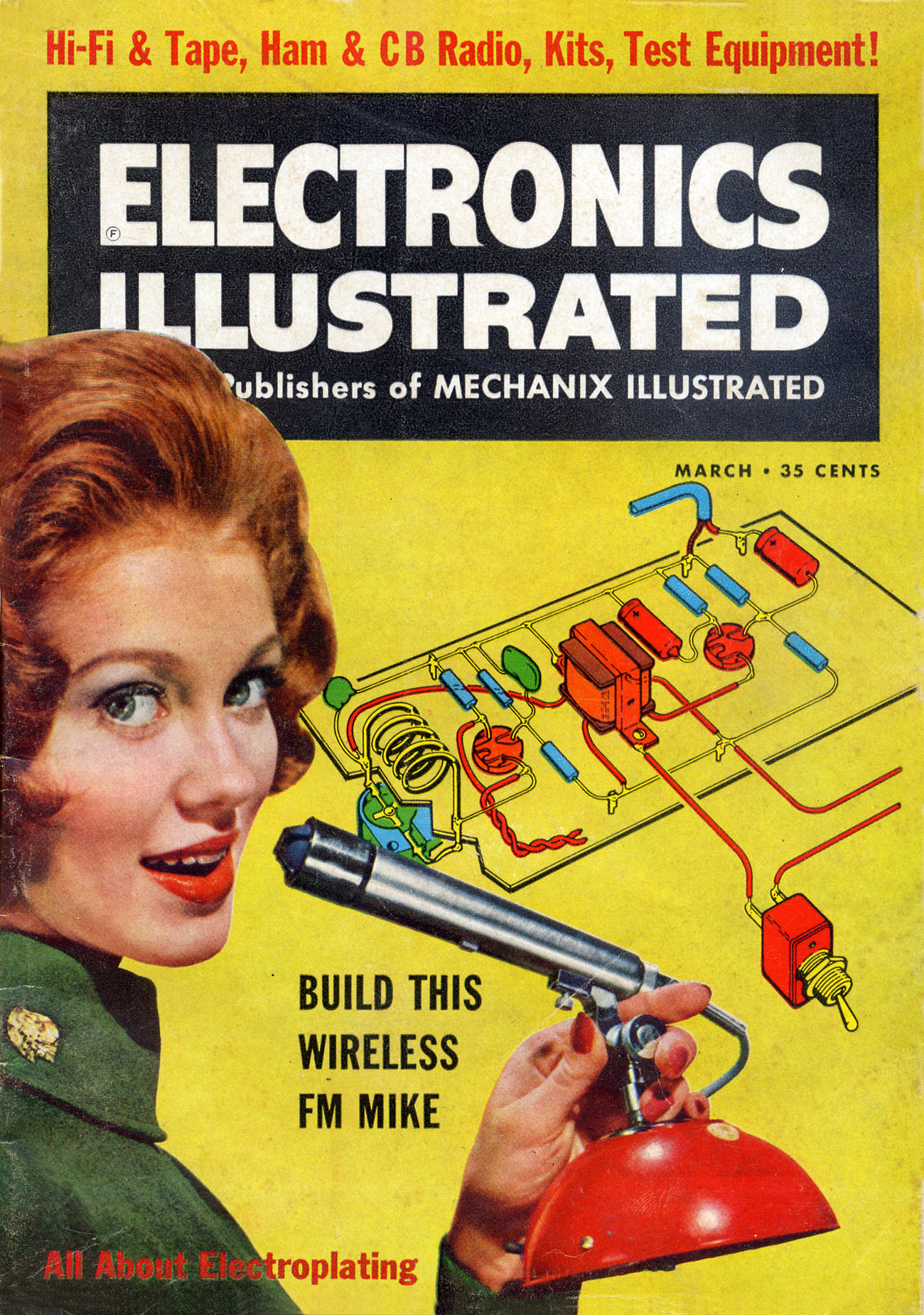
Electronics Illustrated, Volume 4 Numero 3, marzo 1961
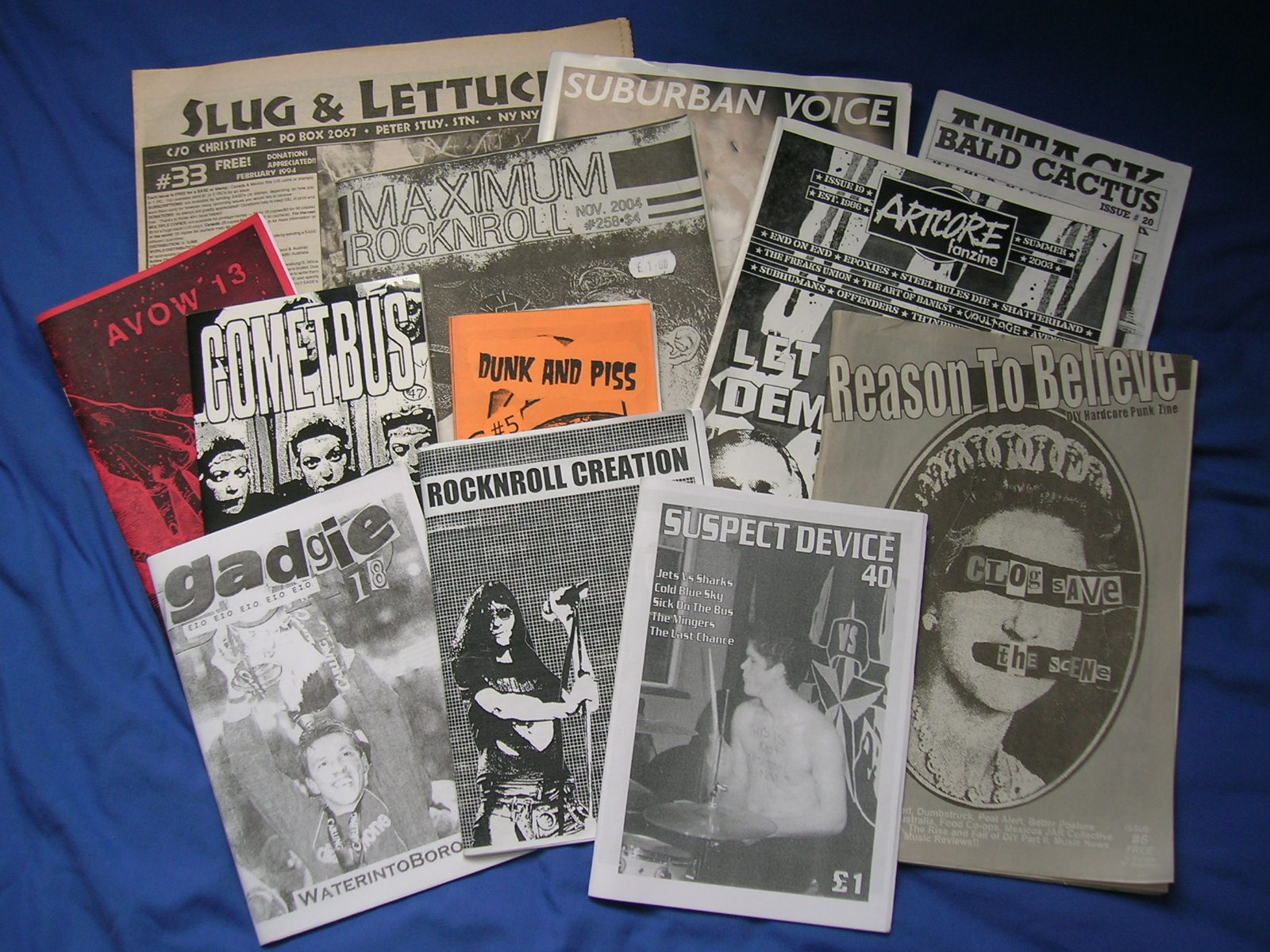
Alcune fanzine di musica punk britanniche e americane

Il periodo compreso tra il 1960 e il 1980, nelle arti grafiche, come nelle belle arti, fu un momento di innovazione e sperimentazione. Le idee e le immagini fluivano liberamente fra le belle arti e le arti grafiche. Rauschenberg, Warhol, Lichtenstein, e Rosenquist presero in prestito immagini e tecniche dal mondo commerciale, mentre i designer continuarono a rivolgersi alle belle arti per trarre ispirazione.
I primi anni Sessanta videro in America una continuazione della rinascita del dopoguerra. Designer come Paul Rand, Saul Bass, Bradbury Thompson, e Gene Federico fecero parte del nuovo establishment ed erano allora richiesti dalle maggiori agenzie e aziende. Dalla metà degli anni Sessanta, in America si sarebbe diffusa una nuova energia. La baby boom generation stava maturando e asserendo i propri gusti. L'arte psichedelica, con le sue immagini bizzarre e distorte, venne ampiamente utilizzata per poster indirizzati ai giovani, magazine, e registrazioni. Ma ebbene una minima influenza sul design mainstream. L'opera maggiore nella progettazione grafica fu prodotta da una nuova generazione di designer: Chermayeff and Geismar Associates, Muriel Cooper, Rudolph de Harak, George Lois, Push Pin Studios, George Tscherny, Massimo Vignelli.

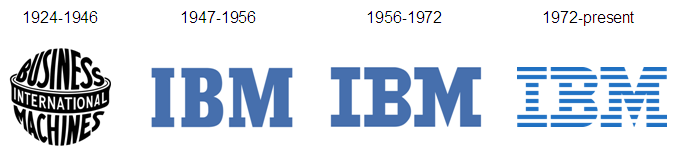
Storia del logo IBM, Paul Rand

In Svizzera, una generazione più giovane di graphic designer, stanca di una filosofia del design basata sull'ordine assoluto, iniziò a cercare soluzioni alternative. Essi sentirono che il design svizzero stava diventando troppo formalizzato, e poiché i progetti grafici avevano un aspetto pulito e bene organizzato, erano spesso prevedibili. Per contrastare questa tendenza e dare nuova vita ai propri lavori, designer come Wolfgang Weingart, Siegfried Odermatt, e Rosemarie Tissi, ruppero con la tradizione e iniziarono a posizionare gli elementi di progetto in una maniera più giocosa e inaspettata. L'intuizione, come la ragione, determinavano che il testo e le illustrazioni fossero posizionati a caso, donando alla pagina un aspetto dinamico. Questo look spesso si è riferito alla New Wave e ha catturato l'immaginazione di molti giovani designer. Weingart condusse i suoi esperimenti andando oltre, creando tours de force di effetti visivi.
Come l'America, anche l'Inghilterra fece esperienza degli effetti della generazione del dopoguerra: era un momento di giovinezza, energia, musica rock, proteste e sentimenti contro l'establishment. Era anche il momento perfetto per i designer talentuosi per offrire qualcosa di nuovo. Tre designer esemplari furono Colin Forbes, Alan Fletcher, e Bob Gill, un americano espatriato, che formò con gli altri uno studio nel 1962. Il loro stile era eclettico e non si conformava ad alcuna filosofia; ne risultavano quindi pubblicità che erano differenti e degne di nota. Dopo tre anni, Bob Gill lasciò lo studio e fu sostituito da Theo Crosby. Durante gli anni, la partnership fiorì, acquisì nuovi membri, si estese con nuovi servizi, e cambiò il proprio nome nel 1971 chiamandosi Pentagram Design. Sette anni più tardi aprirono un ufficio a New York. Oggi la Pentagram Design offre un ampio assortimento di servizi architettonici, grafici e di industrial design alle maggiori corporazioni nel mondo. Altre aziende del design degne di nota sono Omnific Ltd., Wolff Olins Ltd., e Minale Tattersfield Provinciale Ltd. Mentre le aziende di design come Pentagram producevano graphic design "fine", c'erano anche altri designer che erano molto più interessati a una nuova, più aggressiva e provocante forma di design chiamata "punk". Gli stili Punk, nella musica, moda e design, vennero alla luce assieme allo stile di vita dei giovani inglesi, delusi e disoccupati. Le grafiche Punk, come il design psichedelico negli anni Sessanta, erano intesi per shockare. Furono rapidamente acquisite dai media e trattate in modo efficace per raggiungere un mercato giovanile, ed erano idealmente adatte per promuovere e vendere dischi, pubblicazioni di moda, e poster.
I giapponesi, presi dal proprio ammodernamento alla fine della Seconda Guerra Mondiale, tentarono di mescolare le tecniche occidentali del collage, montaggio, spruzzo, e l'International Typographic Style con i tradizionali simboli, calligrafia, ed estetica giapponesi. Il risultato appare altamente eclettico agli occhi degli occidentali; a volte i risultati sono un matrimonio non facile di due diverse culture, ma più spesso i progetti riflettono una fusione altamente sofisticata dell'eleganza e serenità orientale con la diversità e l'energia occidentale. Forse il designer giapponese maggiormente responsabile per questa nuova direzione è Yusaku Kamekura, che è probabilmente ben diffusamente conosciuto come il progettista dei poster per i Giochi Olimpici Estivi del 1964 a Tokyo. Fra altri graphic designer di punta giapponesi, vi sono Ikko Tanaka, Shigeo Fukuda, Maloto Nakamura, Kasumasa Nagel, e Mitsuo Katsui.

### La Rivoluzione digitale (1980-presente)
Nel tardo XX secolo i fondamenti del graphic design cambiarono, grazie alla digitalizzazione della tipografia apportata dai computer. Per la sua intera storia, la tipografia è stata un'attività fisica, inizialmente basata sulla disposizione di caratteri metallici per la stampa, e dopo il 1960, sulla preparazione di artwork fotografici per la stampa litografica offset. Con l'informatizzazione, il processo di progettazione fu dematerializzato in una forma elettronica e il graphic design fu radicalmente alterato.
Lavorare con i computer eliminò molte delle attività che precedentemente erano una parte essenziale del lavoro del graphic designer, in particolare i procedimenti manuali che impiegavano i materiali fisici del mestiere. Allo stesso tempo, i computer incrementarono la finalità dell'opera e la velocità con la quale doveva essere prodotta. I software di desktop publishing portarono i mezzi di produzione nello studio, rendendo più facile per i designer continuare a lavorare in piccoli gruppi, evitando così il bisogno di una costante espansione. Le definizioni tradizionali della professione vennero messe in questione, in quanto si diffuse ampiamente un'attitudine flessibile e multi-tasking, dato che i computer sfumarono le distinzione fra lo studio e l'ufficio e fra l'ufficio e la casa.
Il computer Apple Macintosh, il micro-computer di maggiore successo, venne introdotto nel 1984. Il suo sistema ruotava attorno al principio di finestre, icone, mouse e menù a tendina (WIMP). Fin dall'inizio il software "Mac" era orientato verso i progettisti. Tuttavia, mentre la tecnologia informatica portò verso un cambiamento sostanziale, sarebbe fuorviante supporre che i computer da soli determinarono la natura delle mutazioni nella progettazione dopo il 1980. Infatti, molte delle idee stilistiche caratteristiche erano state sviluppate prima della loro introduzione estensiva in forma elettronica, rendendo chiaro che le più ampie idee della cultura, filosofia, moda e "stile" erano davvero importanti per il graphic design.
"Design" divenne una parola chiave nel tardo XX secolo, e "designer" venne utilizzata come suffisso per un ampio raggio di beni e attività culturali. Il graphic design beneficiò di questa crescente esposizione. Un alto tasso di cambiamenti progettuali furono introdotti in magazine, specialmente nello stile, che dipendeva dall'acutezza visiva dei lettori, di catturare i riferimenti ai precedenti movimenti del design e di apprezzare i linguaggi grafici intrecciati.
Quando le aziende multinazionali svilupparono un'identità globale, i consumatori furono resi consapevoli del potere della "marca" come manifestazione di una forma grafica. Designer come per esempio Tibor Kalman e Adbusters accettarono di rispondere a domande formulate da scrittori riguardo studi culturali, in modo da esporre le strategie aziendali di persuasione e controllo mediatico. Molti altri designer espressero la propria riluttanza a diventare i camerieri delle aziende globali.
Il crescente possesso dei computer diffuse la consapevolezza della progettazione grafica nel più ampio pubblico, portando alla gente la possibilità di selezionare tipi di carattere e disporre testo e immagini nella propria casa. I confini fra professionisti e amatori furono dissolti. Molti designer furono inizialmente sprezzanti nei confronti delle opportunità che i computer davano alla tipografia e alla progettazione grafica. Prime eccezioni, comunque, furono Zuzana Licko e Rudy VanderLans, che formarono il gruppo Emigre in California nel 1982. Loro scelsero di non imitare la qualità delle tecnologie precedenti. Chiamandosi i New Primitives, erano attratti dall'iniziale ruvidezza delle forme dei tipi derivati al computer. I progetti di Emigre incapsulavano le varie possibilità della digitalizzazione. Dai primi anni Ottanta il gruppo pubblicò una rivista di significanza internazionale sul dibattito del graphic design nell'Era digitale, fondarono una fonderia di tipi digitali che produsse nuovi tipi di carattere disponibili globalmente, e operarono in uno studio di registrazione.
I computer permisero che i confini tra la stampa, il cinema e la televisione, fossero esplorati e in seguito spezzati. Inoltre, Internet incoraggiò la pubblicazione online e i graphic designer erano spesso coinvolti nella progettazione web (web design) come lo erano nella progettazione dei media stampati; esempi sono Why Not Associates, Jonathan Barnbrook, Neville Brody e David Carson. La questione che affrontarono era se la metafora del desktop fosse ancora appropriata o se la forma analoga dell'organizzazione spaziale, tracciata dai campi dell'architettura o cartografia, offriva maggiori possibilità.